# Baptistère de Parme
 (avril 2023).
La mise en forme du texte ne suit pas les recommandations de Wikipédia : il faut le « wikifier ».
Les points d'amélioration suivants sont les cas les plus fréquents. Le détail des points à revoir est peut-être précisé sur la page de discussion.
- Les titres sont pré-formatés par le logiciel. Ils ne sont ni en capitales, ni en gras.
- Le texte ne doit pas être écrit en capitales (les noms de famille non plus), ni en gras, ni en italique, ni en « petit »…
- Le gras n'est utilisé que pour surligner le titre de l'article dans l'introduction, une seule fois.
- L'italique est rarement utilisé : mots en langue étrangère, titres d'œuvres, noms de bateaux, etc.
- Les citations ne sont pas en italique mais en corps de texte normal. Elles sont entourées par des guillemets français : « et ».
- Les listes à puces sont à éviter, des paragraphes rédigés étant largement préférés. Les tableaux sont à réserver à la présentation de données structurées (résultats, etc.).
- Les appels de note de bas de page (petits chiffres en exposant, introduits par l'outil «  Source ») sont à placer entre la fin de phrase et le point final[comme ça].
- Les liens internes (vers d'autres articles de Wikipédia) sont à choisir avec parcimonie. Créez des liens vers des articles approfondissant le sujet. Les termes génériques sans rapport avec le sujet sont à éviter, ainsi que les répétitions de liens vers un même terme.
- Les liens externes sont à placer uniquement dans une section « Liens externes », à la fin de l'article. Ces liens sont à choisir avec parcimonie suivant les règles définies. Si un lien sert de source à l'article, son insertion dans le texte est à faire par les notes de bas de page.
- La présentation des références doit suivre les conventions bibliographiques. Il est recommandé d'utiliser les modèles {{Ouvrage}}, {{Chapitre}}, {{Article}}, {{Lien web}} et/ou {{Bibliographie}}. Le mode d'édition visuel peut mettre en forme automatiquement les références.
- Insérer une infobox (cadre d'informations à droite) n'est pas obligatoire pour parachever la mise en page.

Pour une aide détaillée, merci de consulter Aide:Wikification.
Si vous pensez que ces points ont été résolus, vous pouvez retirer ce bandeau et améliorer la mise en forme d'un autre article.
Le baptistère de Parme est un monument chrétien dédié à saint Jean-Baptiste et destiné au rite baptismal ; disposant d’un autel il est également une église. Il se trouve sur la place commune à la cathédrale et au palais épiscopal de Parme, dans la région italienne de l’Émilie-Romagne.
Il est l’œuvre de Benedetto Antelami et un magnifique exemple de la transition entre l’art roman et l’art gothique italien.

## Histoire
L’auteur et la date de début des travaux du baptistère nous sont parvenus grâce à une inscription gravée sur trois lignes aux deux extrémités de l’architrave du portail septentrional, appelé le portail de la Vierge. Le texte en vers léonins se présente de la manière suivante :
Bis binis demptis annis de mille ducentis
Incepit dictus opus hoc scultor Benedictus
Traduction: « Deux fois deux étant ôtés de 1200 [autrement dit : en 1196], le sculpteur appelé Benedetto [Antelami] a commencé cet ouvrage. »
Cette date se trouve confirmée par les annales de la ville.

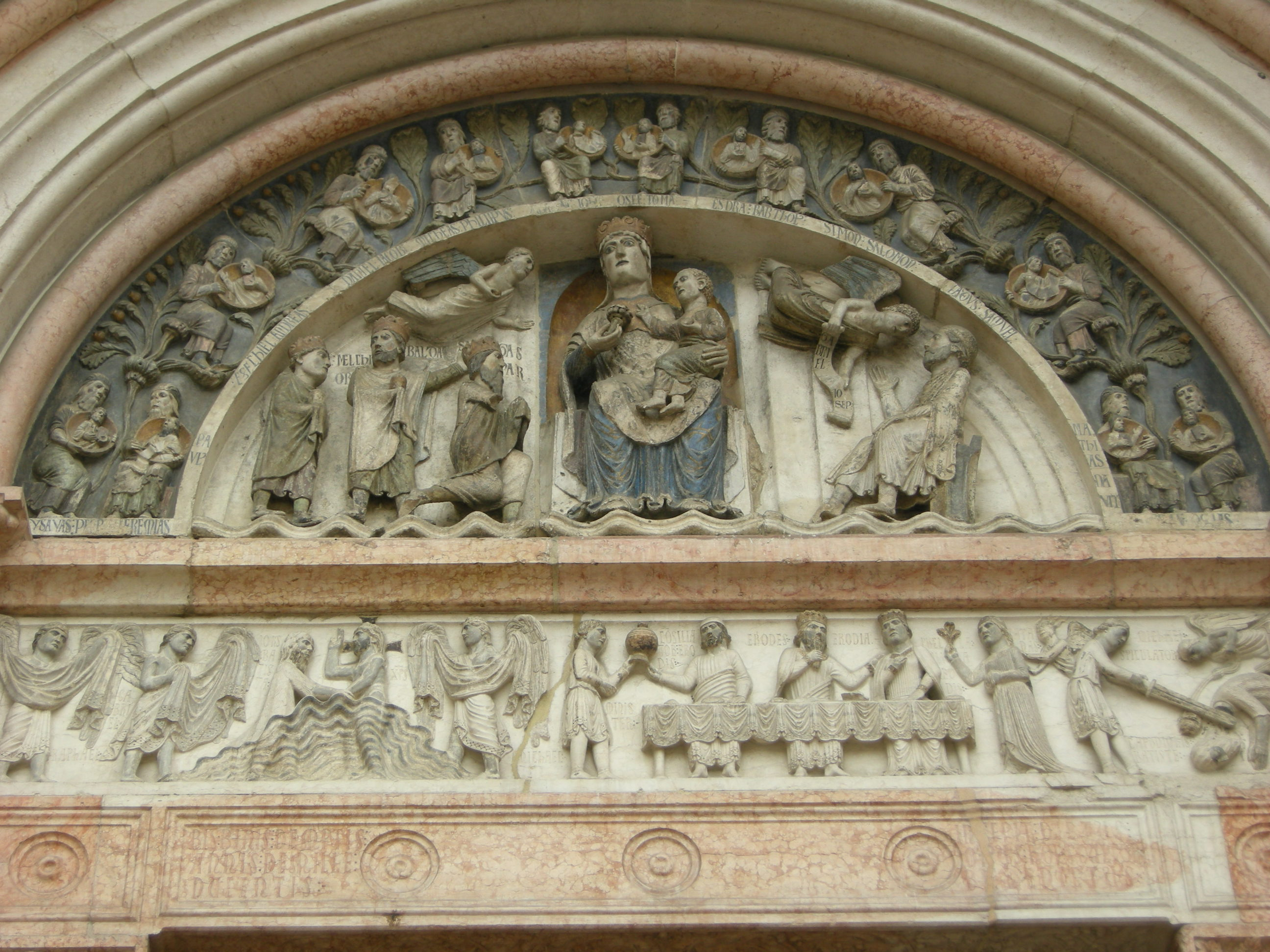
L'inscription donnant la date de construction du baptistère (1196) et le nom de l'architecte (Bened) se trouve sur le linteau du portail de l'Adoration des Mages.

L’ensemble des critiques s’accorde aujourd’hui à attribuer à Antelami la totalité de l’œuvre, c’est-à-dire le projet et sa réalisation. Mais la question est fort complexe car le monument subit diverses interventions et interruptions.
Une autre source d’informations nous est parvenue sous la forme des mémoires du franciscain Salimbene de Adam, témoin des faits.
Le chroniqueur nous informe que ses parents vendirent des maisons afin que le baptistère soit construit à leurs emplacements et son père, pendant la réalisation des fondations, y déposa des pierres commémoratives. Il nous indique aussi être né le 9 octobre 1221 et avoir été porté cette année là sur les fonts baptismaux dans le baptistère de Parme qui était à côté de sa maison. Cette date est cohérente avec les  Annales de Parme qui ont noté que l’on commença à baptiser au baptistère le samedi saint 9 avril 1216. Cela signifie qu’à cette date le gros œuvre de la partie basse du baptistère était achevé. De plus, Salimbene rapporte une anecdote précieuse que sa mère lui racontait souvent : le 25 décembre de l’année 1222, alors qu’il était dans son berceau, il y eut un grand tremblement de terre (it). Sa mère prit ses enfants et courut vers la maison de ses père, mère et frères, car elle craignait que le baptistère ne lui tombât dessus, puisqu’il était juste à côté de sa maison. Ce témoignage confirme qu’à cette époque, le baptistère n’était pas achevé et que les murs, probablement non encore bloqués par quelque voûte, étaient particulièrement instables et dangereux durant les séismes.
La chronique précise encore que durant la longue période d’hostilité (de 1229 à 1259) entre la Parme guelfe et Frédéric II, et au-delà même jusqu’à la mort de l’allié de l’empereur Ezzelino da Romano, maître de la Marche Trévisane,  fut interrompue faute de matériel la réalisation du revêtement en marbre blanc et rose provenant des carrières de Vérone sous la domination de ce Seigneur.
Enfin, l’analyse de la structure du bâtiment permet de définir trois phases constructives distinctes :
- Une première phase des travaux, de 1196 à 1216 environ, conduite par Antelami qui quittera le chantier à son issue (sans que l’on sache s’il fut appelé à d’autres tâches ou s’il décéda à cette époque). Le baptistère s’élève alors à environ 14 mètres de hauteur, c’est-à-dire jusqu’à la première galerie extérieure incluse et, à l’intérieur, au niveau de la corniche à la base de la coupole (à ce niveau un toit plat provisoire, avait été mis en place, en témoignent la présence de trous de boulin).
- Entre 1260 et 1270, les Maestri campionesi interviendront pour achever la coupole interne à nervures et les trois autres niveaux de galeries externes.
- Au début du XIVe siècle le bâtiment sera complété par l’adjonction de la cinquième galerie aveugle, la toiture sera refaite et seront ajoutés les clochetons (dont un médian qui sera ensuite déposé)[4].

Le baptistère fut solennellement consacré le 25 mai 1270 en présence de tous les  évêques de l’Émilie.
À l’époque médiévale, le canal Maggiore passait sous le baptistère et en alimentait la vasque baptismale.

## Description

### Remarque préliminaire

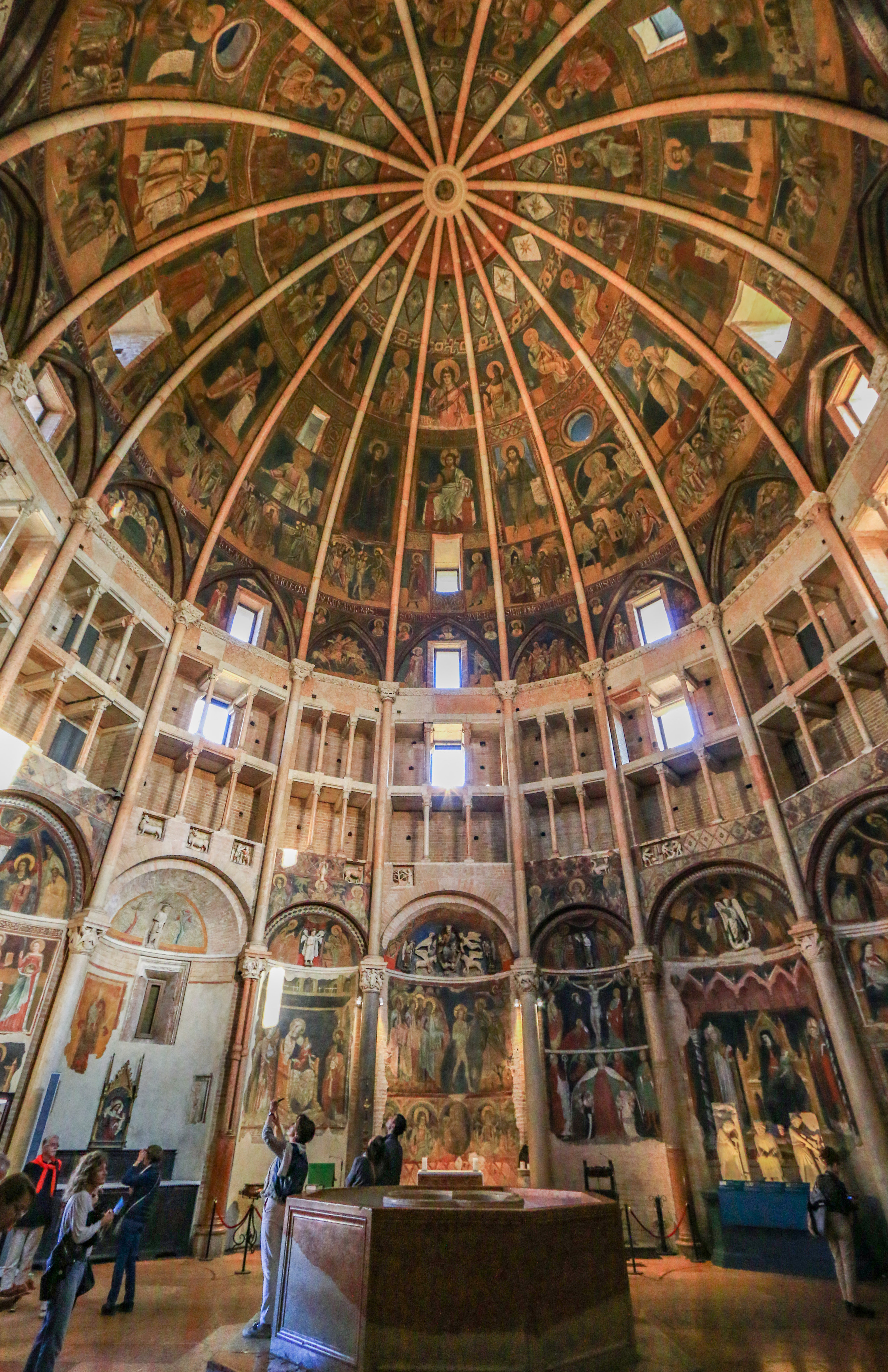
Intérieur du baptistère de Parme.

Le baptistère offert aujourd’hui à notre regard n’est probablement pas exactement celui que projetait Antelami. Les résultats des études archéologiques montrent en effet que les arcs saillants gothiques de la coupole intérieure ont été ajoutés à une structure qui à l’origine ne les prévoyait pas. De même, les portails prévus par Antelami étaient moins ébrasés qu’aujourd’hui ; ils devaient comporter moins de colonnes. L’aspect actuel du baptistère de Crémone, qui à l’origine était recouvert de fresques, est certainement assez fidèle à ce que devait être le projet antelamique.

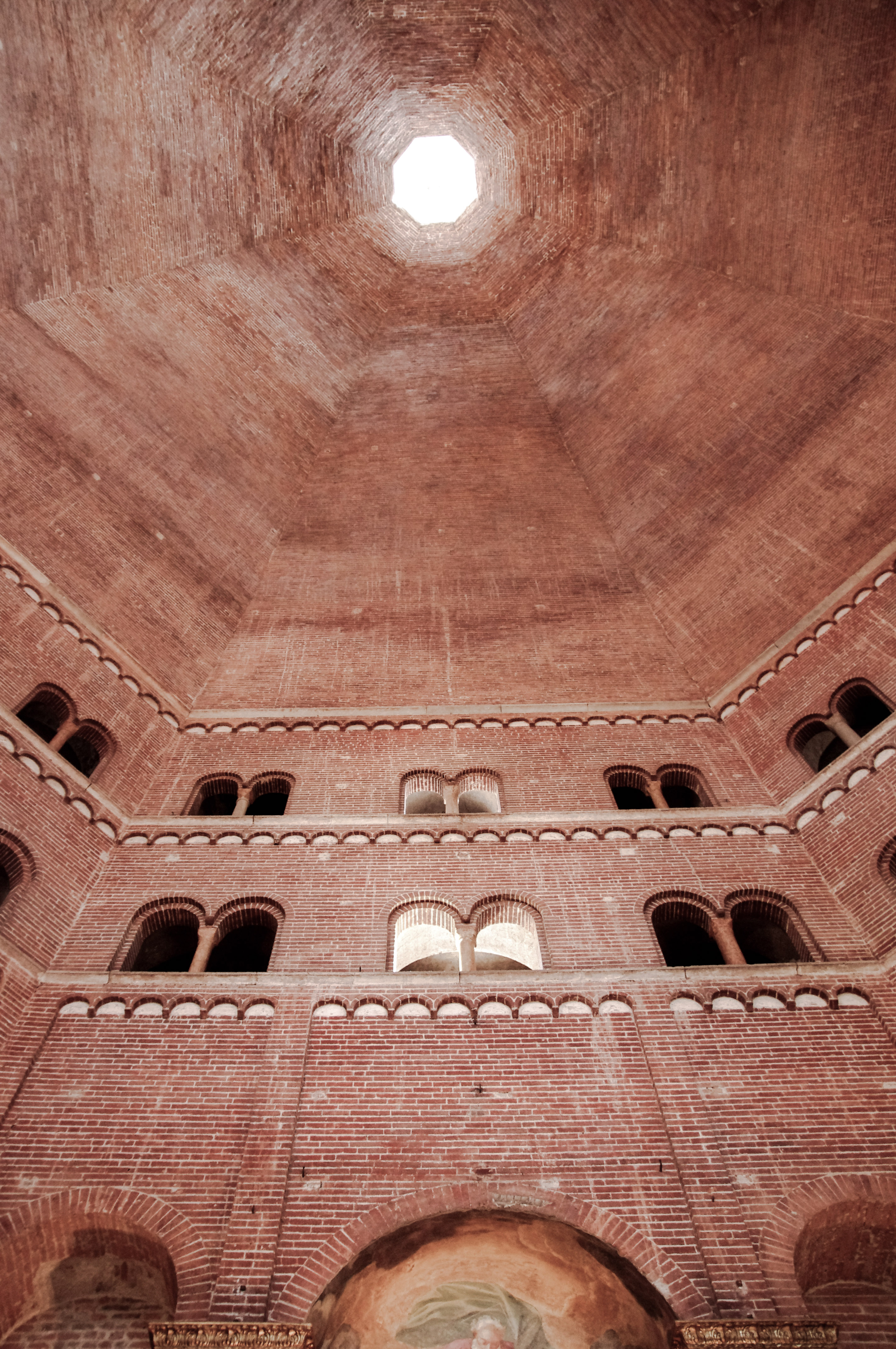
Pour comparaison, l'intérieur beaucoup plus sobre du baptistère de Crémone.

La raison de cette déviance provient de l’intervention des magistri campionesi qui, entre 1260 et 1270, reprirent le chantier du baptistère de Parme en modernisant la structure selon la nouvelle culture gothique de l’époque. En fait le baptistère d’Antelami devait apparaître beaucoup plus proche des modèles paléochrétiens.
Une analyse des éléments se trouvant dans les tympans internes a permis de déterminer, par leur méthode de fixation, que les sculptures des anges qui s’y trouvent ont été ajoutées ultérieurement, elles n’étaient pas prévues à cet emplacement par Antelami à l’origine. Les seules sculptures du projet du Maître sont les six tympans internes et externes au-dessus des trois portes, alors que celui au-dessus de l’autel à l’intérieur et représentant le Christ pantocrator avec les quatre symboles des évangélistes et les deux anges, semble avoir été placé ici ultérieurement et devait lui aussi être destiné à une autre usage.
De même, les éléments séparés des mois de l’année placés juste en-dessous du plancher de la première galerie interne et qui représentent les signes du zodiaque, semblent avoir été disposés là ultérieurement. À l’extérieur, c’est également le cas pour les sculptures des deux prophètes David et Nathan, les deux archanges Gabriel et Michel, Salomon et la reine de Saba. Elles se trouvent toutes avoir été  réadaptées et placées durant la campagne campionese de 1260-1270 dans les niches où on les voit aujourd’hui, autour du portail septentrional.

### Description externe

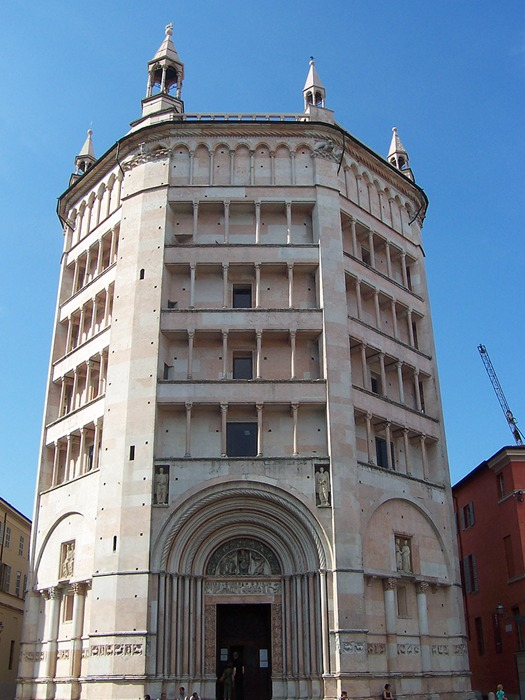
Disposition des six statues autour de la porte nord.

Le baptistère est un édifice à plan centré, de forme octogonale. La rigueur de sa céleste élévation est adoucie par le jeu de la lumière sur l’alternance des marbres blancs et roses de Vérone et le clair-obscur produit par les quatre couronnes de loggias-ouvertes qui le ceignent. Au sommet, les clochetons aux allures de pinacle interpellent dans ce décor roman.
La base, correspondant à la première phase exécutée par Antelami, est la zone qui regroupe la majeure partie des sculptures extérieures de l’édifice. Trois faces sont percées d’un portail, les cinq autres côtés sont composés chacun d’un grand arc en plein cintre aveugle dont une architrave soutenue par deux demi-colonnes posées sur un haut socle délimite un tympan lisse. Il convient de remarquer les chapiteaux qui coiffent ces demi-colonnes, certains, classiques, sont d’ordre corinthien, mais  d’autres en forme d’ondes aquatiques font allusion au rite baptismal et sont une pure invention d’Antelami.
| Symbolisme chrétien de l'octogone : L’Église célèbre toujours le baptême en référence à la Résurrection. L’octogone, le nombre huit, désigne le premier jour de la nouvelle semaine après les six jours et le sabbat de la création du Seigneur. Ce jour, comme l’indique clairement Jean l’évangéliste, se rapporte à la Résurrection, à la nouvelle création initiée par le Christ ressuscité : - Jn 20, 1 : Le premier jour de la semaine, Marie Madeleine se rend au tombeau de grand matin ; c’était encore les ténèbres. Elle s’aperçoit que la pierre a été enlevée du tombeau. - Jn 20, 26 : Huit jours plus tard, les disciples se trouvaient de nouveau dans la maison, et Thomas était avec eux. Jésus vient, alors que les portes étaient verrouillées, et il était là au milieu d’eux. Il dit : « La paix soit avec vous ! ». Par ailleurs en symbolique géométrique, l’octogone réalise la jonction entre la terre (représentée par le carré) et le ciel (représenté par le cercle). On remarquera fréquemment dans les églises actuelles, des fonts baptismaux de forme octogonale, il en va de même d’un grand nombre de baptistères paléochrétiens. |
| --- |

#### La frise zoophore
Environ à mi hauteur des demi-colonnes, une frise composée de 75 bas-reliefs sculptés dans des panneaux de marbre rouge de Vérone par l’atelier de Benedetto Antelami, parcourt tout le périmètre du bâtiment à l’exception d’un tronçon du côté sud resté inachevé (cette interruption laisse également penser qu’à l’origine,  ces panneaux n’étaient peut-être pas destinés au baptistère). Elle n’est interrompue que par les trois portails de l’édifice et s’intègre à quatre autres reliefs placés de part et d’autre de deux des portails. Ces reliefs représentent les vertus : chasteté et charité ; foi et espérance, ils fournissent la clef de lecture de l’ensemble : les passions humaines, les vices et les habitudes aberrantes, rendent l’homme semblable aux animaux et aux monstres et l’éloigne du salut que toutefois l’on peut reconquérir par un comportement vertueux.

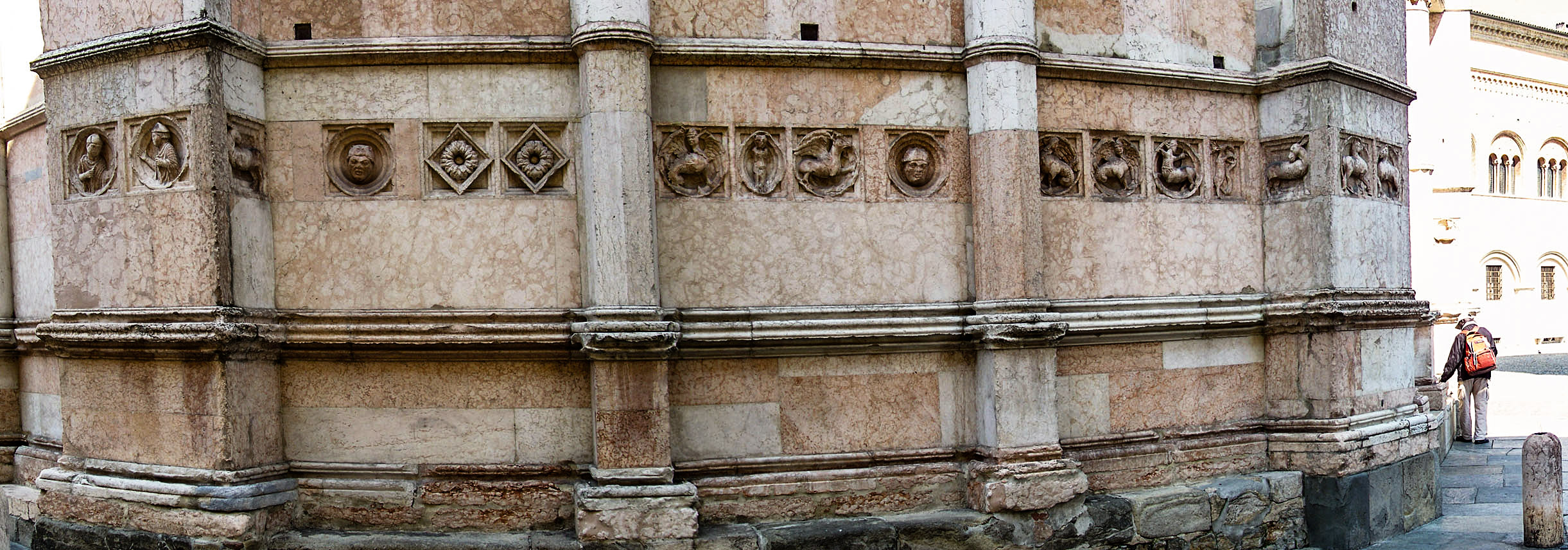
Section de la frise zoophore

La succession des reliefs est la suivante :
- 1 Un chien,
- 2 et 3 Un homme en buste,
- 4 Un âne,
- 5 Une tête masculine coiffée d’une tête de lion ; peut-être Hercule,
- 6 et 7 Une rosace,
- 8 Un dragon ailé avec une tête humaine casquée,
- 9 Un singe dressé sur ses pattes antérieures,
- 10 Un griffon,
- 11 Une tête d’homme casquée,
- 12 Un dragon ailé avec une tête masculine,
- 13 Un dragon ailé avec une tête féminine ; peut-être une harpie,
- 14 Un centaure tirant à l’arc,
- 15 Un cerf dressé sur ses pattes antérieures,
- 16 Un âne,
- 17 et 18 Un dromadaire qui fait face à l’autre,
- 19 Un éléphant portant une nacelle sur le dos avec deux hommes dedans,
- 20 et 21 Un bœuf accroupi,
- 22 Un foulque ou un cygne,
- 23 Un griffon,
- 24 Un satyre tirant à l’arc,
- 25 Un lion blessé, peut-être par la flèche du satyre no 24,
- 26 et 27 Un basilic qui fait face à l’autre,
- 28 Un coq,
- 29 Une oie,
- 30 Un bouc,
- 31 Un bélier,
- 32 Un chien casqué,
- 33 Un taureau ou un bœuf, ou un veau…
- 34 Une licorne tournée vers no 35,
- 35 Un personnage féminin une fleur à la main, peut-être une vierge,
- 36 Une licorne tournée vers no 35,
- 37 Un lièvre,
- 38 Un chien,
- 39 Une panthère ou un léopard casqué,
- 40 Une sirène,
- 41 Une lionne blessée, peut-être par la flèche  du satyre no 42,
- 42 Un satyre tirant à l’arc,
- 43 Une hydre à sept têtes,
- 44 Une paonne,
- 45 Un paon,
- 46 et 47 Un quadrupède ailé, peut-être un chien,
- 48 Un quadrupède ailé, peut-être un chat,
- 49 Un chien,
- 50 Un centaure féminin tirant à l’arc, qui fait face à no 51,
- 51 Un centaure masculin tirant à l’arc, qui fait face à no 50,
- 52 Un aigle,
- 53 et 54 Un cheval qui fait face à l’autre,
- 55 et 56 Un quadrupède qui fait face à l’autre, peut-être un loup et une hyène,
- 57 et 58 Un chien marin (tête de chien, queue de poisson) opposé à l’autre,
- 59 Un chat marin (tête de chat, queue de poisson),
- 60 Un homme debout avec un casque et les mains liées derrière le dos, peut-être Ulysse,
- 61 Un chat marin,
- 62 Un hippocampe,
- 63 Un épervier ou un faucon,
- 64 Un hippocampe,
- 65 Un bouc chassé par le satyre no 66,
- 66 Un satyre tirant à l’arc,
- 67 Un centaure tirant à l’arc,
- 68 et 69 Un bouc avec une queue de serpent,
- 70 Une harpie,
- 71 Une tête de lion avec un anneau dans la gueule,
- 72 Le capricorne,
- 73 Un sanglier,
- 74 Une tête de lion avec un anneau dans la gueule,
- 75 Un aigle ou peut-être un hibou.

#### Les portails
Les trois portails du baptistère sont généralement désignés par le sujet représenté sur leur tympan, ils sont disposés ainsi :
- Au nord, se trouve le portail de la Vierge, il donne sur la place commune avec la cathédrale. C’est sur son architrave que se trouve gravé le texte d’Antelami.
- À l’ouest, le portail du Jugement dernier. Même s’il donne sur une rue assez étroite, il est le plus important des trois sur le plan liturgique : en face de lui en entrant se trouve l’autel.
- Au sud, le portail de la vie.

##### Le portail de la Vierge

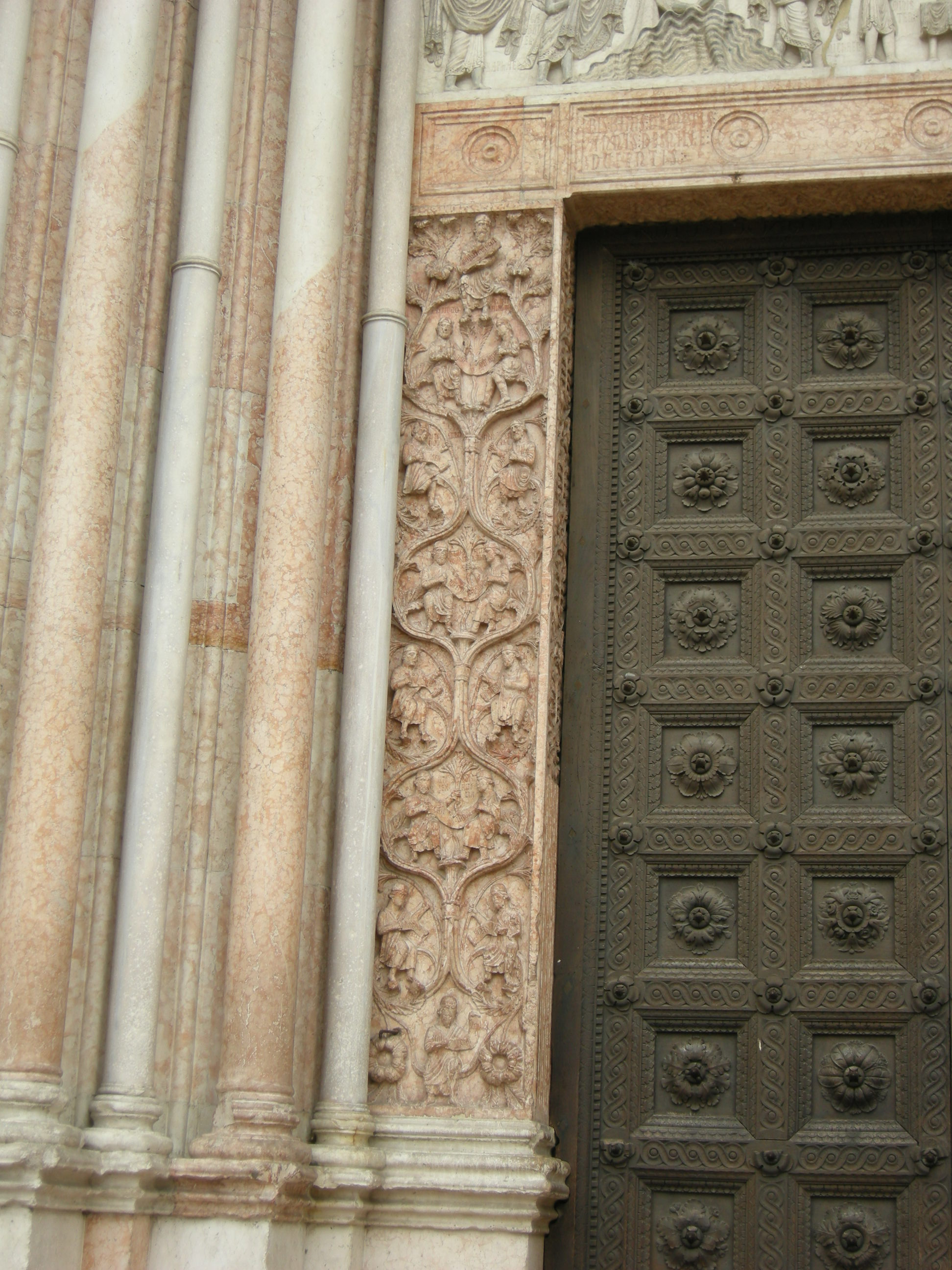
pied-droit avec l'arbre de Jacob
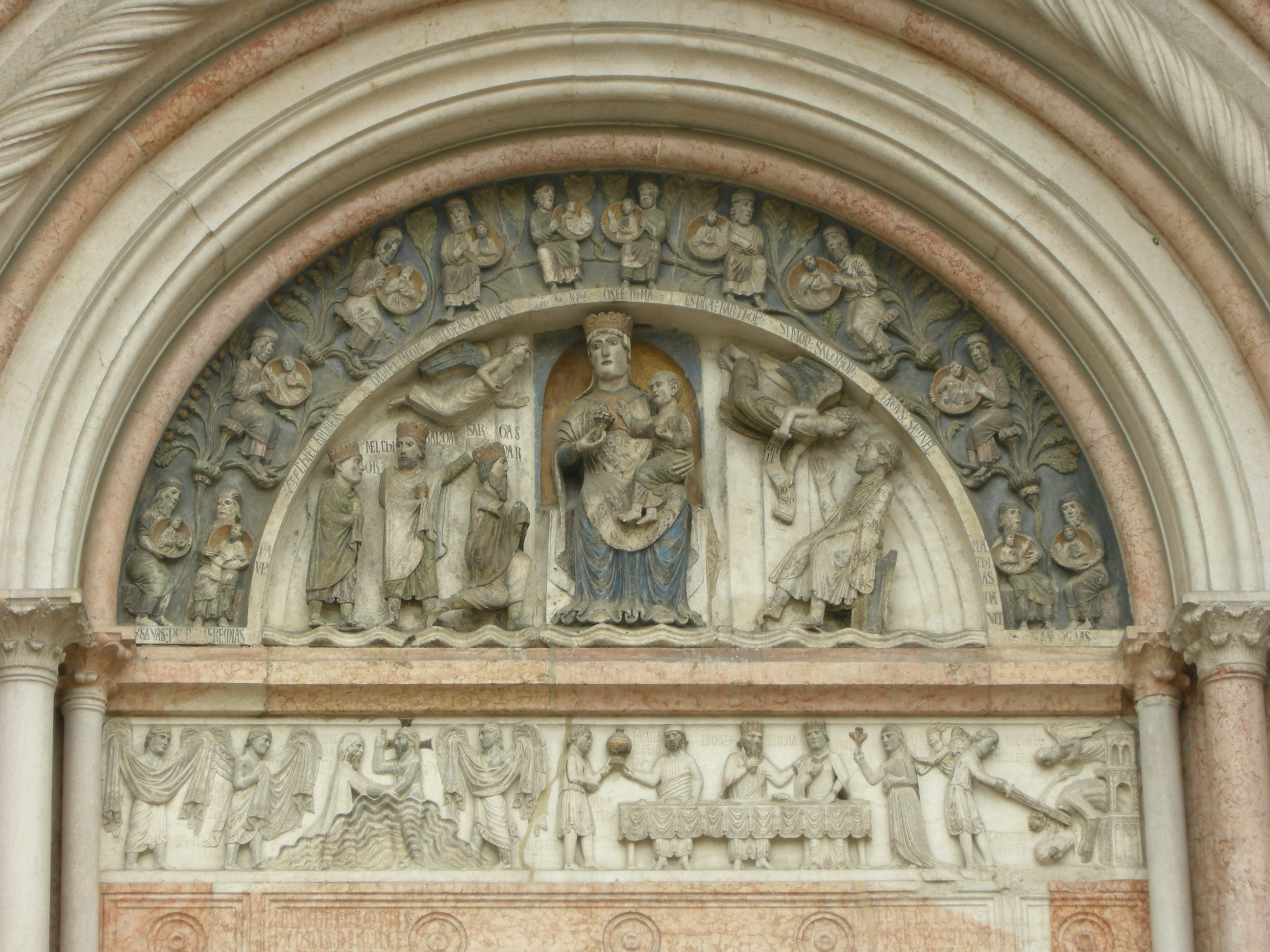
tympan extérieur de la Vierge
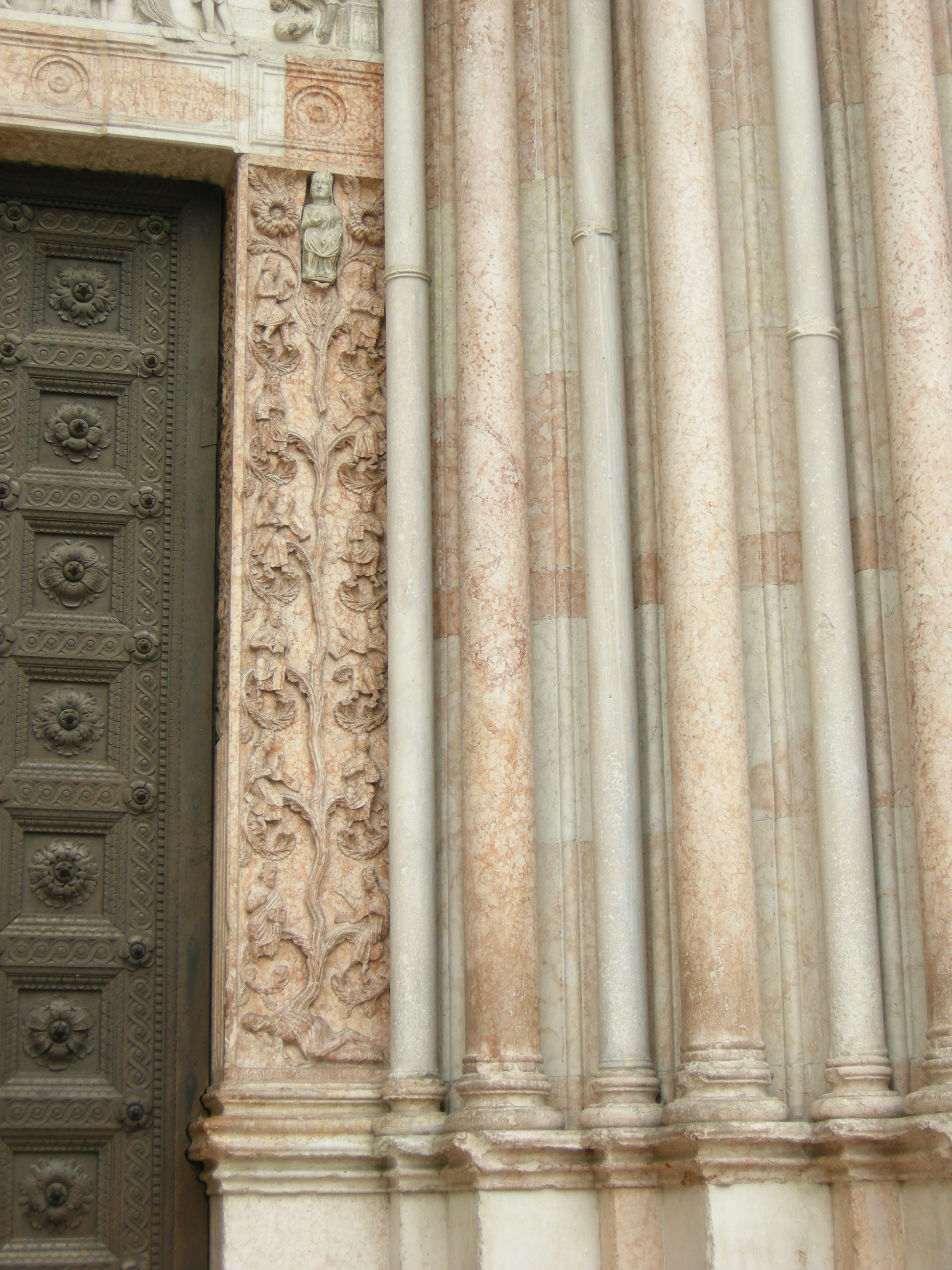
pied-droit avec l'arbre de Jessé

De part et d’autre, au-dessus du portail, se trouvent deux niches avec les statues des archanges Gabriel et Michel, déjà évoquées. Les prophètes David et Nathan sont placés dans une niche commune, sur le côté adjacent à gauche du portail ; le couple formé par Salomon et la reine de Saba partage une niche placée sur le côté adjacent à droite du portail. Toutes ces statues sont attribuées à Antelami.
Le portail lui-même est très chargé de reliefs :
- La face extérieure du pied-droit de gauche représente l’arbre de Jacob avec ses douze fils à la tête des douze tribus d’Israël ; au sommet se trouve Moïse.
- La face extérieure du pied-droit de droite représente l’arbre de Jessé avec douze rois de la lignée de David choisis dans la liste établie par Matthieu [16];  au sommet se trouve insérée une statuette de Marie en marbre blanc.
- Sur les faces internes des piedroits de même que sur l’intrados de l’architrave (sur laquelle est gravé le texte d’Antelami cité plus haut) est représenté l’arbre Peridexion[17].
- Sur le linteau au-dessus de l’architrave sont placés des épisodes de la vie de Jean le Baptiste : le baptême du Christ dans le Jourdain, le banquet d’Hérode, la décollation du Baptiste.
- Au milieu du tympan se trouve sur un trône une Vierge à l’enfant. À sa droite est sculptée une adoration des mages ; à sa gauche, le songe de Joseph.
- Au-dessus sur l’archivolte, sont placés au nombre de douze, les principales institutions du peuple d’Israël ayant participé à la préfiguration messianique : prophète, roi, juge, législateur, sages[18].

##### Le portail du Jugement dernier

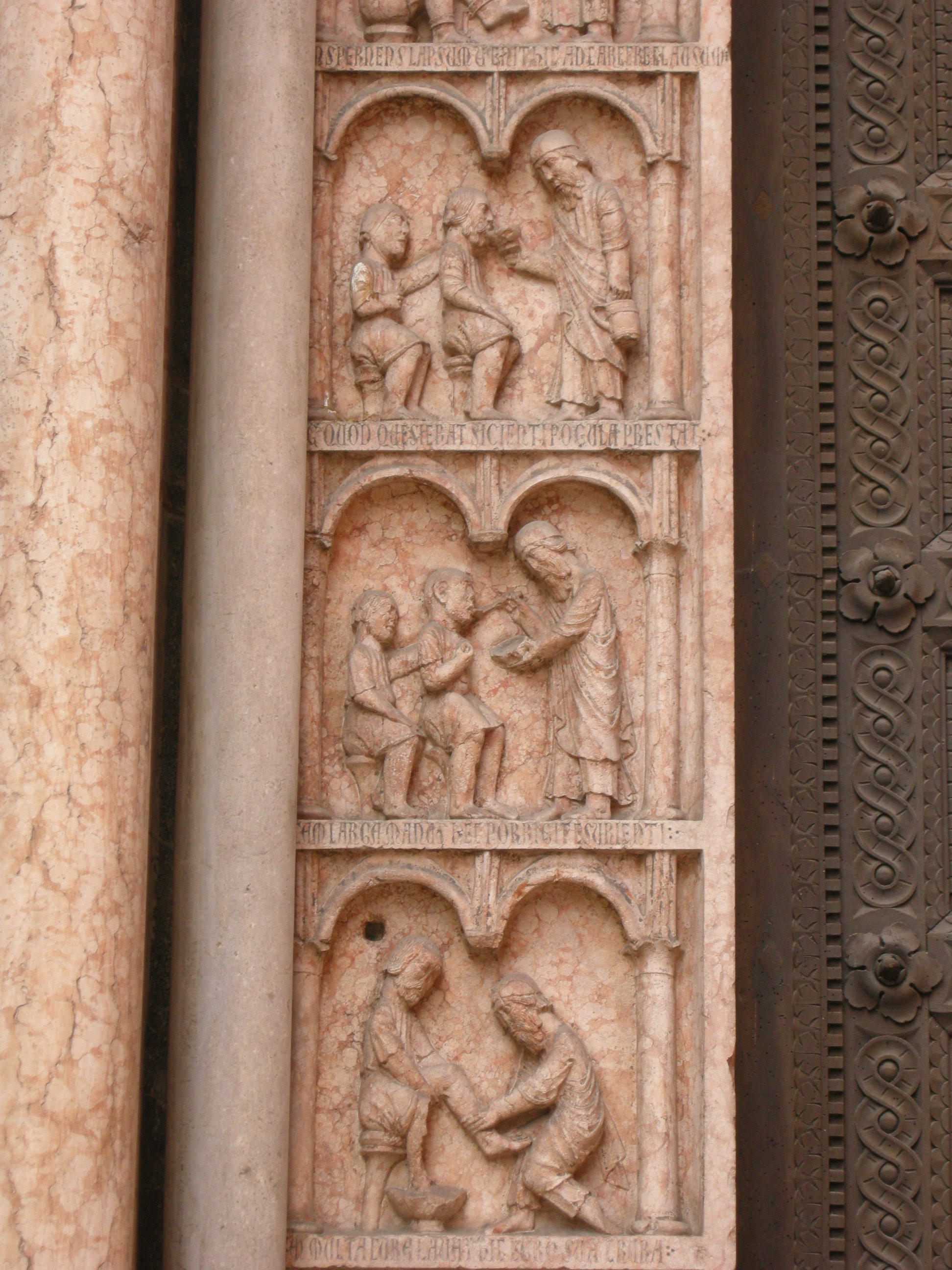
les œuvres de miséricorde
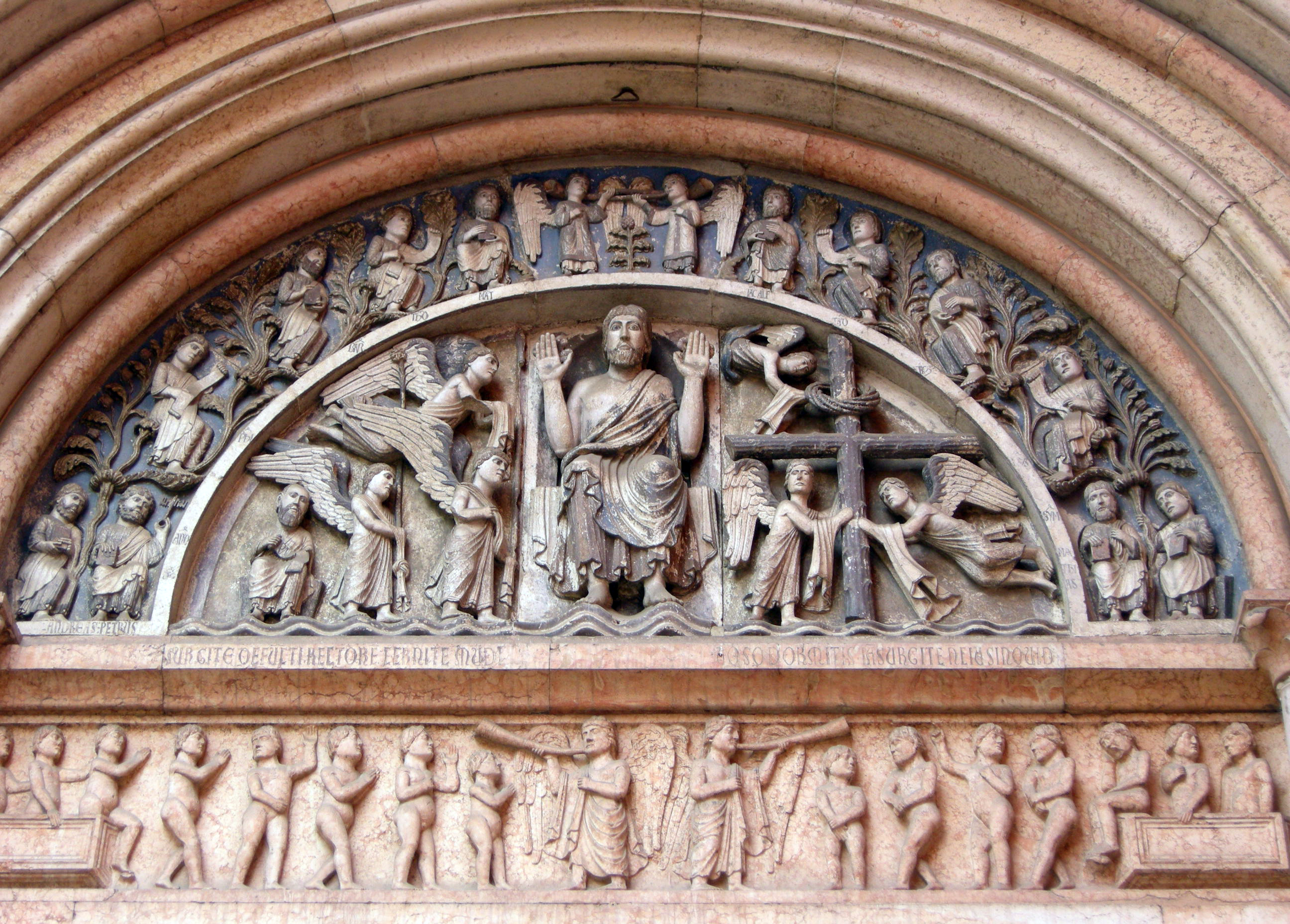
le tympan extérieur du Jugement dernier
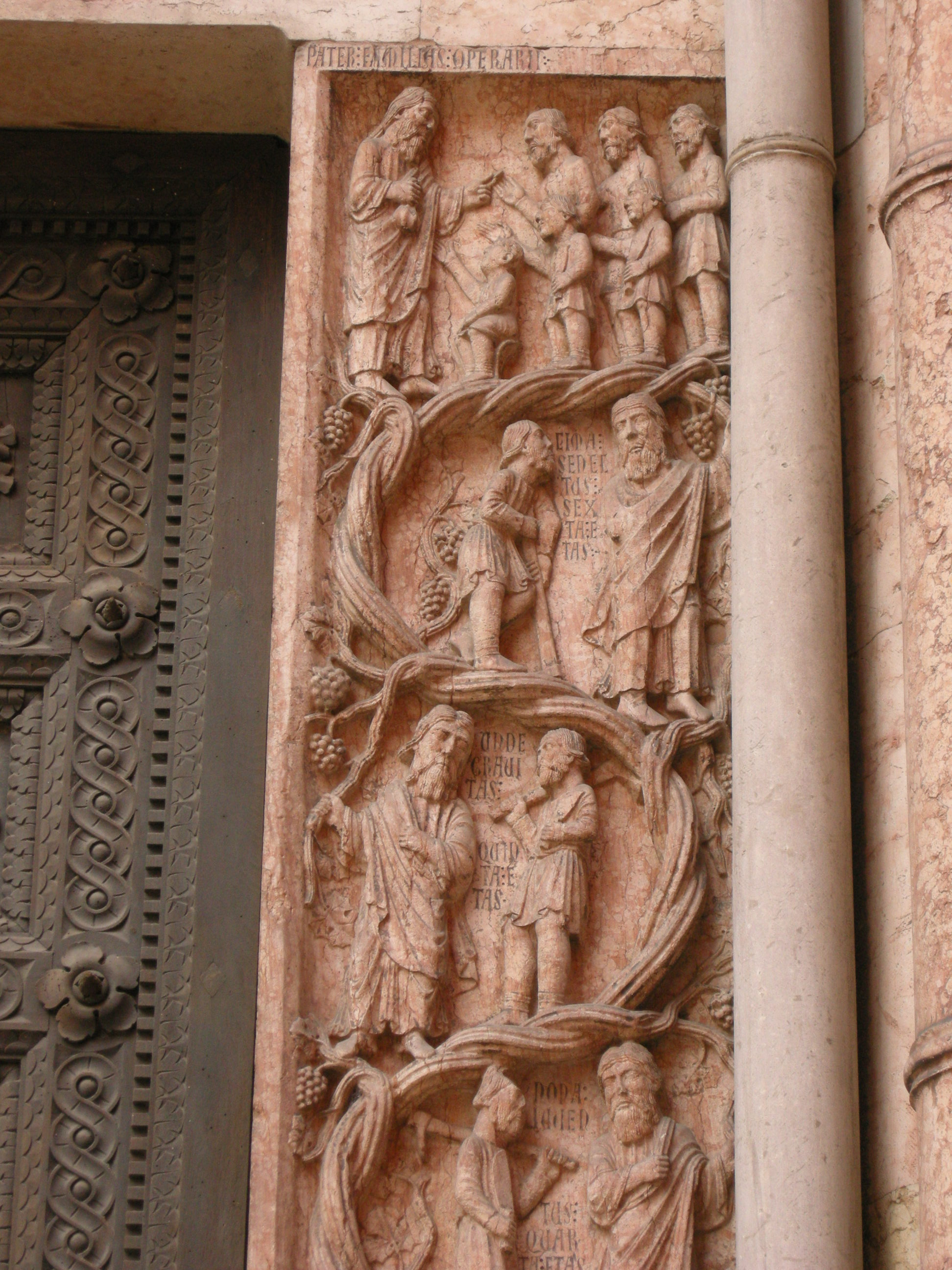
la parabole des ouvriers dans la vigne

- La face extérieure du pied-droit de gauche représente les œuvres de miséricorde[19], critères du Jugement dernier, plus particulièrement dans son interprétation augustinienne[20], comme une imitation du Christ dans ses œuvres de miséricorde afin de retrouver par le baptême l’image et la ressemblance de Dieu, reçues en Éden et défigurées par le péché. De bas en haut sont placés :  
  - Un personnage richement vêtu accueille un pèlerin caractérisé par sa courte tunique et son bourdon,
  - Le lavage de pieds,
  - Un personnage offre de la nourriture à deux pauvres,
  - La même action mais cette fois afin de désaltérer les pauvres,
  - Un personnage apporte de la nourriture à un prisonnier les chaînes aux pieds,
  - Un personnage donne un vêtement à un pauvre.
- La face extérieure du pied-droit de droite représente la parabole des ouvriers dans la vigne[21], dans son interprétation allégorique augustinienne des six états du monde et de la vie et en rapport direct avec la miséricorde divine.
- Sur le linteau est représentée la résurrection des morts au son de la trompette de deux anges, pour se soumettre au jugement du Christ. Une gravure invite à se réveiller du sommeil de la mort et à « regarder celui qui dirige le monde » (surgite defuncti rectorem cernite mundi ; vos qui dormitis iam surgite nuncius inquiet).
- Le tympan montre le Christ en tant que Rédempteur miséricordieux et non comme un juge implacable. La représentation est celle de la Parousie du Seigneur, ce moment initial des temps messianiques : le Jugement dernier. Christ nous fait face, présentant les blessures par lesquelles il nous a sauvés. La Croix, par l’entrecroisement de ses branches verdoyantes s’apparente à l’arbre de vie. Le baptême semble avoir estompé ici l’allusion à la terrible peine infernale que laisse généralement planer ce genre de scène ; il nous reste à contempler le Rédempteur qui rachète et qui sauve. À l’extrême gauche du tympan apparaît l’apôtre Paul, théologien de la sotériologie[22].
- Au centre de l’archivolte se trouvent deux anges sonnant de la trompette devant l’arbre de vie. À l’image de cet arbre du Paradis qui produit douze fruits chaque année[23], de part et d’autre les douze apôtres entourent le Christ du Jugement[18].

##### Le portail de la vie
- Sur l’architrave se trouvent trois médaillons représentants l’Agnus Dei ; le Christ Pantocrator ; Jean-Baptiste.
- Au centre du tympan est représenté un épisode de la légende de la vie de Barlaam et Josaphat. Aussi loin que l’on puisse remonter, il semble que ce soit une légende d’origine bouddhique largement diffusée : il en existe une version musulmane et une adaptation chrétienne très populaire au Moyen Âge, dans laquelle les deux personnages sont considérés comme des saints. La légende veut qu'Avennir, un roi de l’Inde, persécutait les chrétiens de son royaume. À la faveur de la naissance de Josaphat, son fils, les astrologues lui annoncèrent que celui-ci un jour, embrasserait la religion chrétienne. Le roi décide alors d’isoler Josaphat de toute relation susceptible de le mettre en contact avec cette religion. Malgré ces précautions Josaphat rencontre Barlaam, un ermite qui le convertit et le baptise. Le roi tente en vain de convaincre son fils d’abandonner cette doctrine, mais à la fin le roi lui-même se convertit. Sur le tympan on peut voir un arbre avec un personnage sur ses hautes branches, une ruche est placée un peu au-dessus dans la ramure. Deux rats  sont affairés au pied de l’arbre, un dragon gueule ouverte est tourné vers l’homme. Cette représentation se réfère à un épisode de la légende où Barlaam instruit Josaphat des préceptes de la religion en usant de métaphores ; voici ce passage de la légende, emprunté à la traduction mise en ligne par l’abbaye Saint Benoît de Port-Valais[24] :

« Ceux, disait-il, qui convoitent les délectations corporelles et qui laissent mourir leur âme de faim, ressemblent à un homme qui s'enfuirait au plus vite devant une licorne qui va le dévorer, et qui tombe dans un abîme profond. Or, en tombant, il a saisi avec les mains un arbrisseau et il a posé les pieds sur un endroit glissant et friable; il voit deux rats, l’un blanc et l’autre noir, occupés à ronger sans cesse la racine de l’arbuste qu'il a saisi, et bientôt ils l’auront coupée. Au fond du gouffre, il aperçoit un dragon terrible vomissant des flammes et ouvrant la gueule pour le dévorer ; sur la place où il a mis les pieds, il distingue quatre aspics qui montrent la tête. Mais, en levant les yeux, il voit un peu de miel qui coule des branches de cet arbuste ; alors il oublie le danger auquel il se trouve exposé, et se livre tout entier au plaisir de goûter ce peu de miel. La licorne est la figure de la mort, qui poursuit l’homme sans cesse et qui aspire à le prendre ; l’abîme, c'est le monde avec tous ses maux dont il est plein. L'arbuste, c'est la vie de chacun qui est rongée sans cesse par toutes les heures du jour et de la nuit, comme par un rat blanc et, un noir, et qui va être coupée. La place où sont les quatre aspics, c'est le corps composé de quatre éléments, dont les désordres amènent la dissolution de ce corps. Le dragon terrible est la gueule de l’enfer qui convoite de dévorer tous les hommes. Le miel du rameau, c'est le plaisir trompeur du monde, par lequel l’homme se laisse séduire, et qui lui cache absolument le péril qui l’environne. »

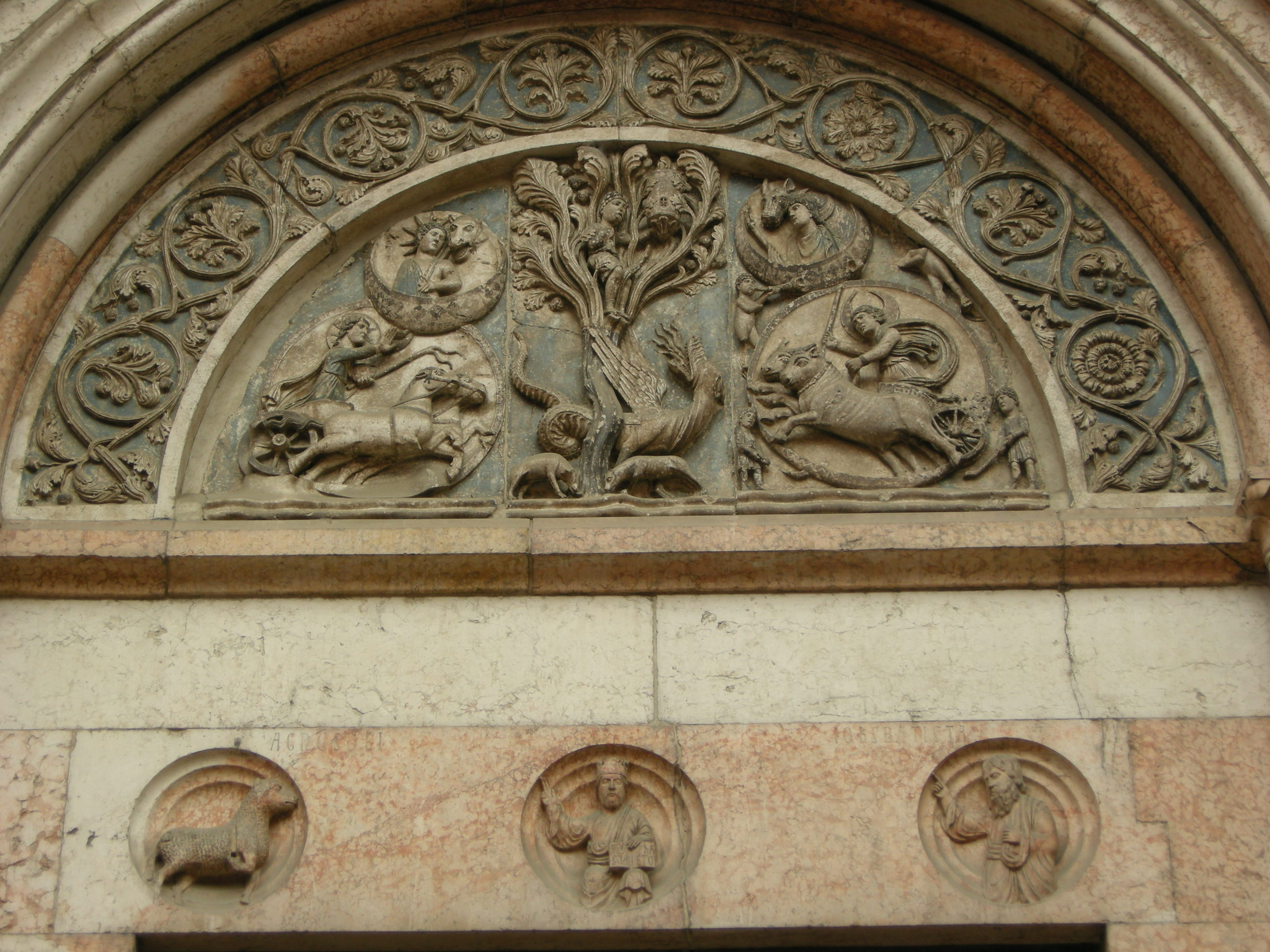
Le portail de la vie.

Toujours sur le tympan, de part et d’autre de cette représentation centrale, le temps qui passe et limite la vie est matérialisé, à gauche par le jour et le soleil, à droite par la nuit et la lune.
- Sur l’archivolte est sculptée une frise florale.

#### Les niveaux supérieurs
Au-dessus de ce premier niveau, succèdent quatre registres de loggias ouvertes allégeant l’aspect de la tour qui pleine eut été sévère. Un ultime niveau d’arcades aveugles d’arcs brisés sur demi-colonnettes est ensuite coiffé d’un couronnement composé d’une double bande sous l’avant-toit, l’une en dents d’engrenage, l’autre torsadée.

### Description interne
Le seul fait de pénétrer dans le baptistère rapproche du ciel : de l’octogone à huit côtés à l’extérieur, nous entrons dans un monde hexadécagonal à seize côtés, qui se confond avec le cercle.
Du sol au zénith, colonnes puis saillants de la coupole rayonnent dans l’espace intérieur qu’ils morcellent en seize secteurs. La puissance qui se dégage du bâtiment vu de l’extérieur, se métamorphose ici en une légèreté de cage à oiseaux.
Entrant par la porte occidentale, le regard ricoche d’abord, au centre, sur la cuve baptismale octogonale en marbre de Vérone, qui se trouve surélevée sur deux niveaux également octogonaux. À l’intérieur de la vasque, une seconde, quadrilobée, où se tenait au sec l’officiant, alors que les catéchumènes évoluaient dans la première remplie d’eau. Ici point de sculpture accrocheuse, un simple encadrement de chacun des côtés laisse place à la pureté lustrale. Ricoche pour atteindre en face contre le mur opposé, l’autel, lui aussi en marbre de Vérone. Sur sa face avant un bas-relief représente Jean-Baptiste dans sa tunique de peau, entouré d’un prêtre et d’un lévite.
Toujours au sol, sur la droite, au sud-ouest, se tiennent les fonts baptismaux destinés aux baptêmes par aspersion. Le bassin en marbre de Vérone est daté de 1239, sa périphérie externe est décorée d’une large frise végétale dans laquelle se trouvent des oiseaux. Il est supporté par un lion stylophore exécuté dans un marbre de Vérone différent, d’un rouge plus soutenu, ce qui laisse penser qu’il puisse s’agir d’un remploi.

#### Répartition des sculptures et des fresques
À l’exception du sol et des deux niveaux de galerie, la totalité des parois internes du baptistère est recouverte de fresques.
Les schémas ci-après permettent de localiser chacune des fresques et des sculptures que l’on y trouve. Le premier schéma représente les murs périphériques du baptistère y compris les fresques de la base de la coupole. Le second schéma représente la totalité des fresques de la coupole.
Les 16 secteurs de l’hexadécagone sont numérotés dans le sens horaire, en partant de la niche où se trouve l’autel.

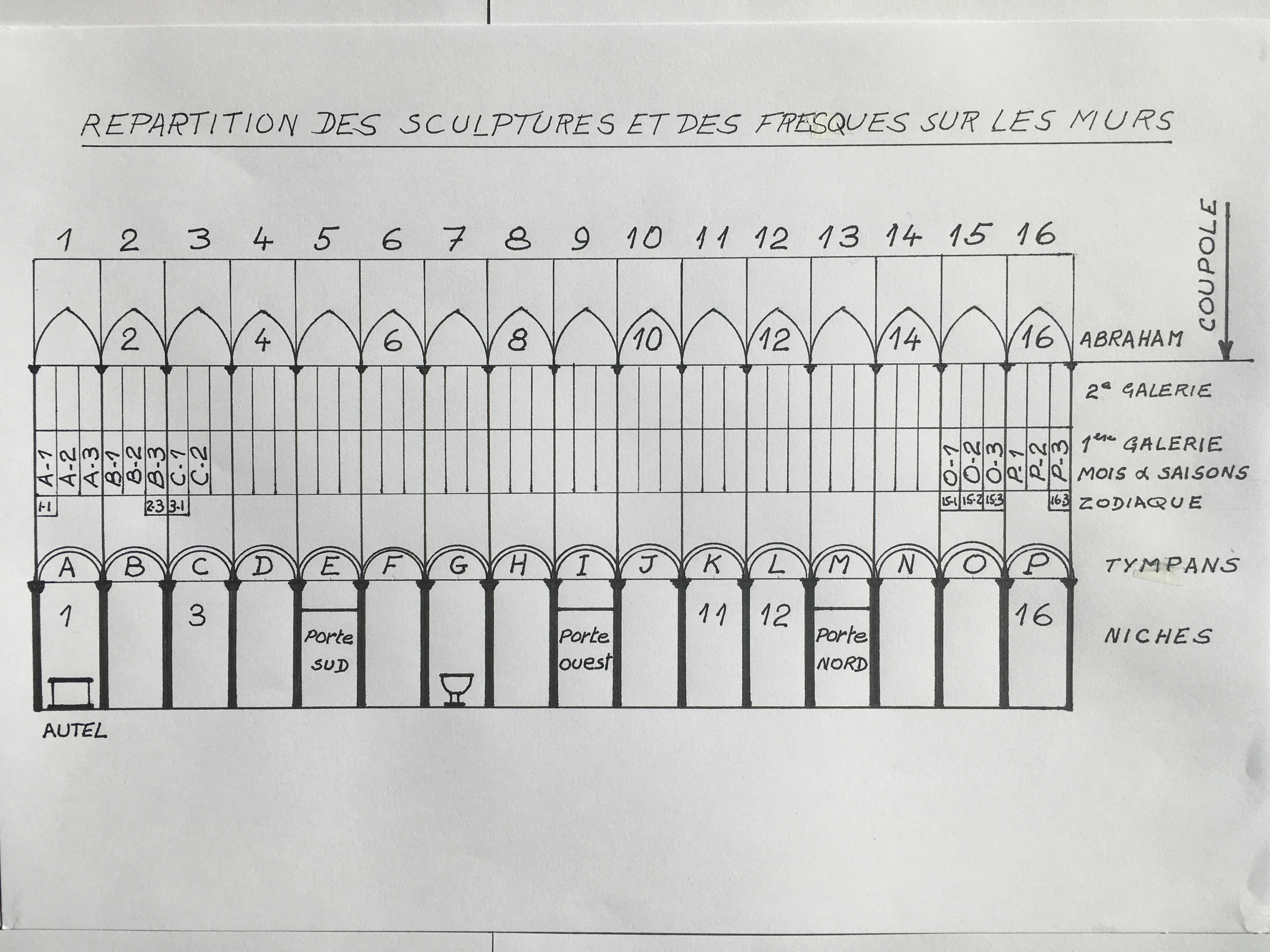
Dispositions des fresques et statues sur le mur interne du baptistère.

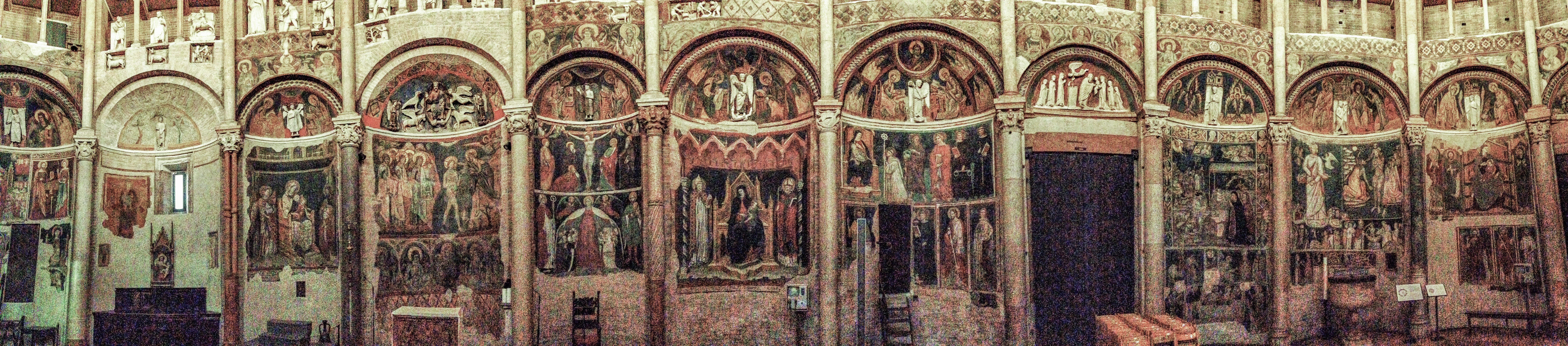
Vue panoramique, mur interne du baptistère.

En partant du bas et en s’élevant on rencontre successivement :
- 16 niches qui font le tour du bâtiment ; on parle de niche car les parois sont bombées. Trois d’entre-elles sont occupées par les portes, les autres sont décorées de fresques exécutées au XIVe   et   XVe siècle par des peintres régionaux. Ces fresques sont pour la plupart votives et leur qualité très variable. On portera particulièrement son attention sur :
  - Niche no 1. La fresque derrière l’autel représentant le baptême du Christ, elle est la seule réalisée par les peintres de la coupole.
  - Niche no 3. Un peintre anonyme que l’on appelle le Maître de Bianchi, exécuta en 1302 cette Vierge à l’enfant sur son trône, entourée d’un évêque et d’un pape.
  - Niche no 11. Cette sainte Catherine est attribuée à Buffalmacco, elle est datée de 1330-1336 environ.
  - Niche no 12. Cette représentation de saint Georges terrassant le dragon est également attribuée à Buffalmacco et serait de la même époque.
  - Niche no 16. Le Maître de Bianchi réalisa la fresque votive de l’évêque Gerardo Bianchi, qui représente la Vierge à l’enfant entourée de saint Jean-Baptiste, d’un ange et de Mgr Bianchi lui-même.
  - Les autres fresques votives sont attribuées à Niccolò da Reggio ; Bertolino da Piacenza[25].

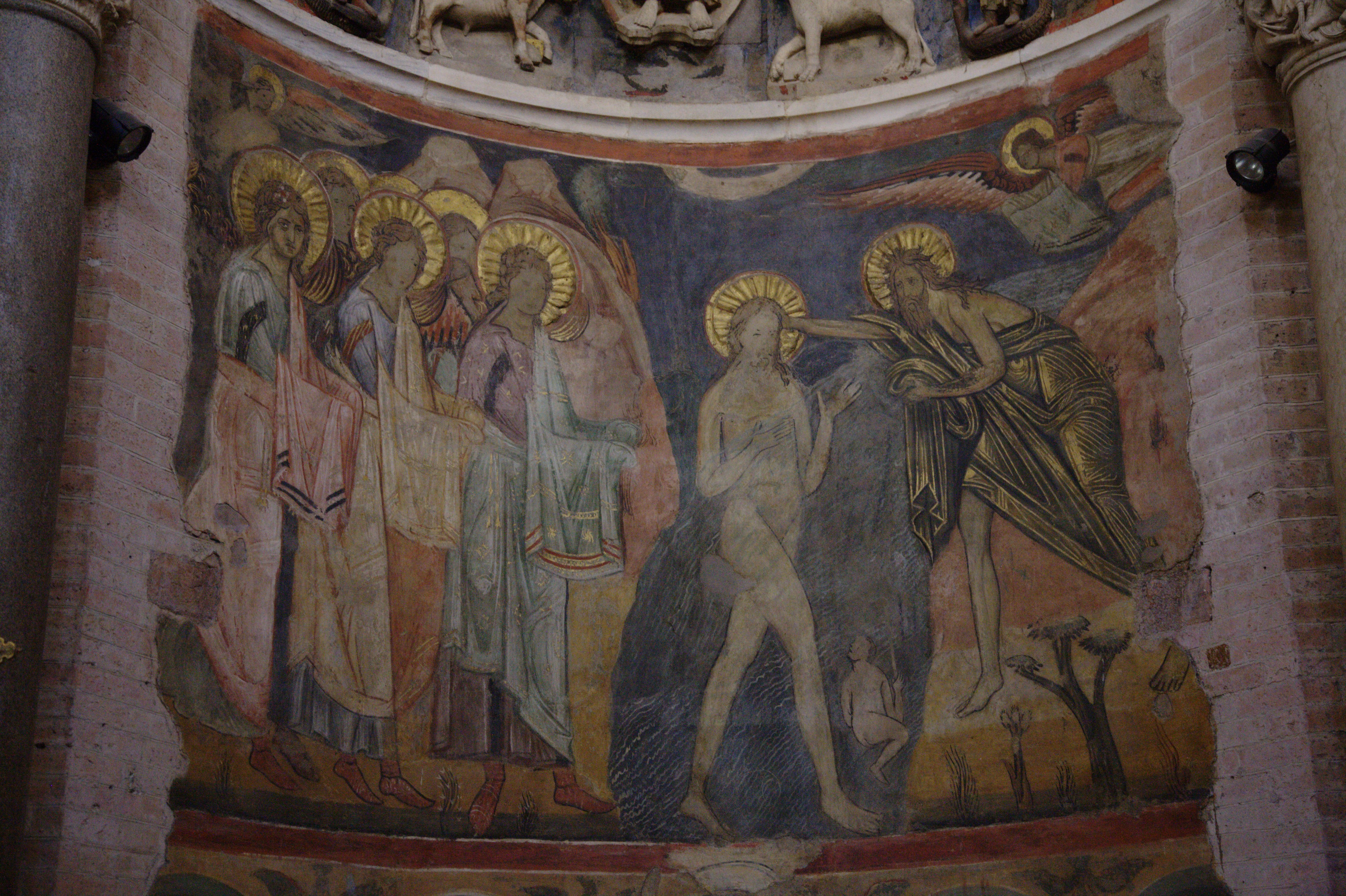
niche no 1, derrière l'autel : le baptême du Christ
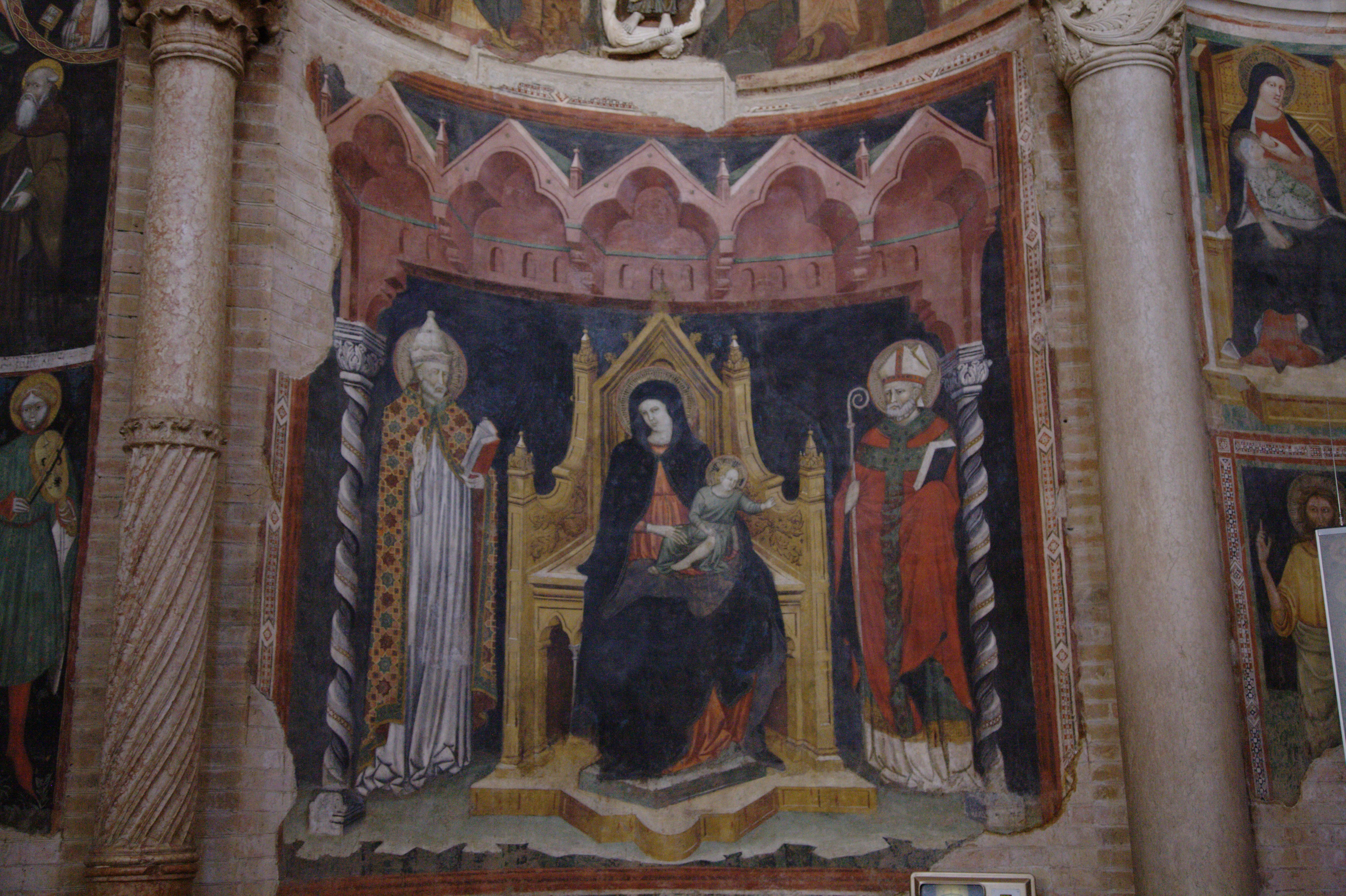
niche no 3, Vierge à l'enfant sur son trône
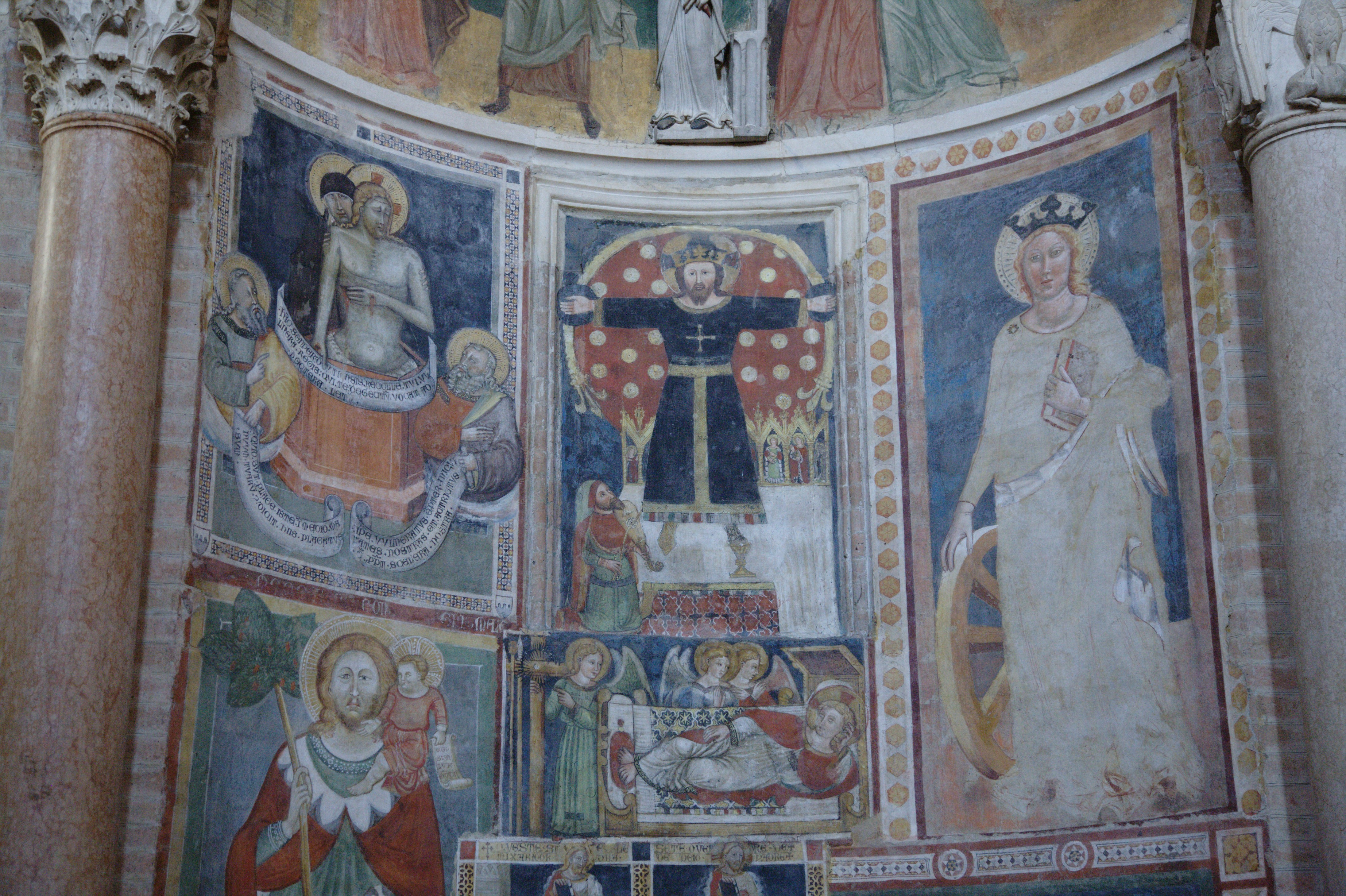
niche no 11, sainte Catherine
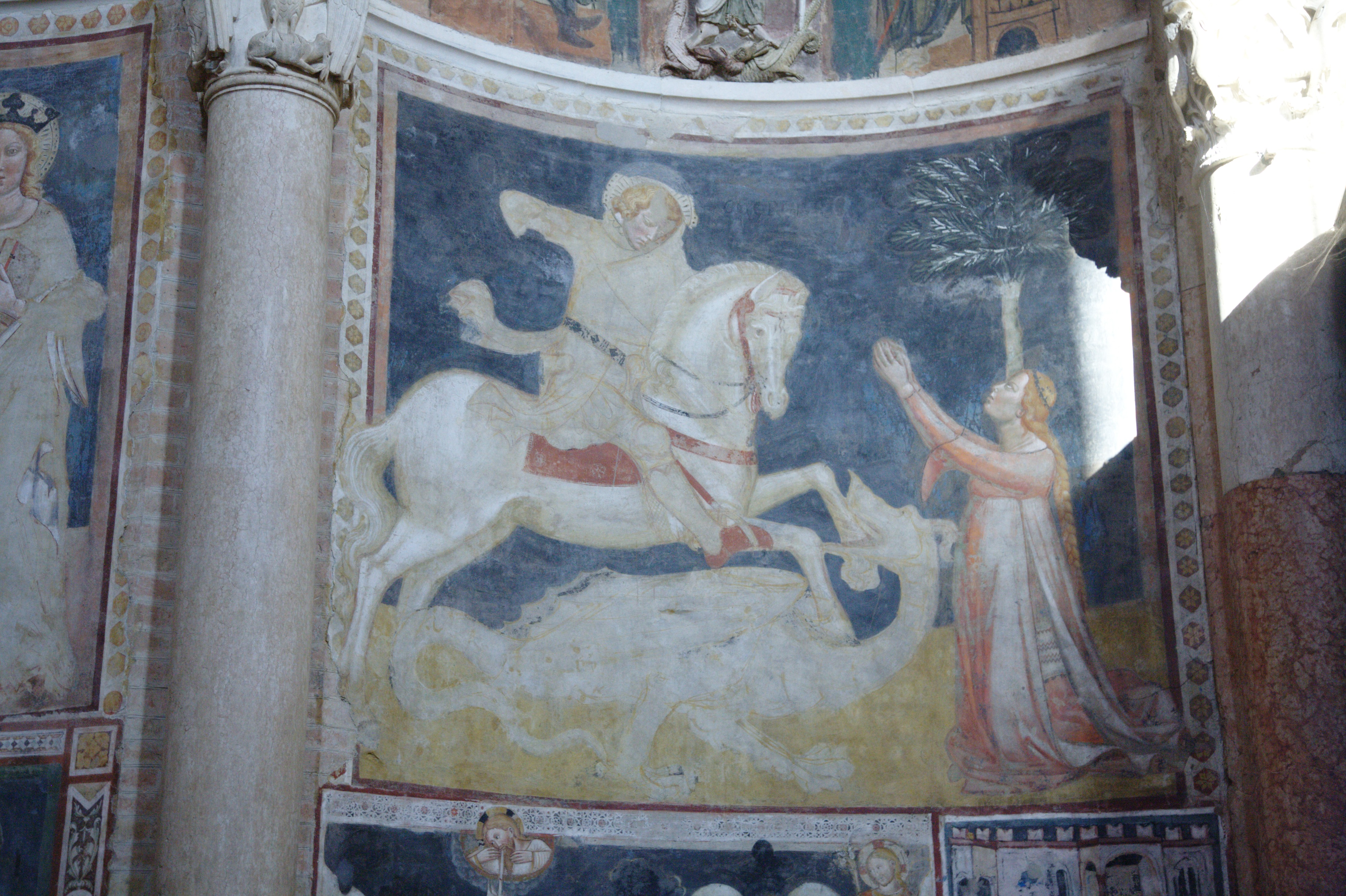
niche no 12, saint George
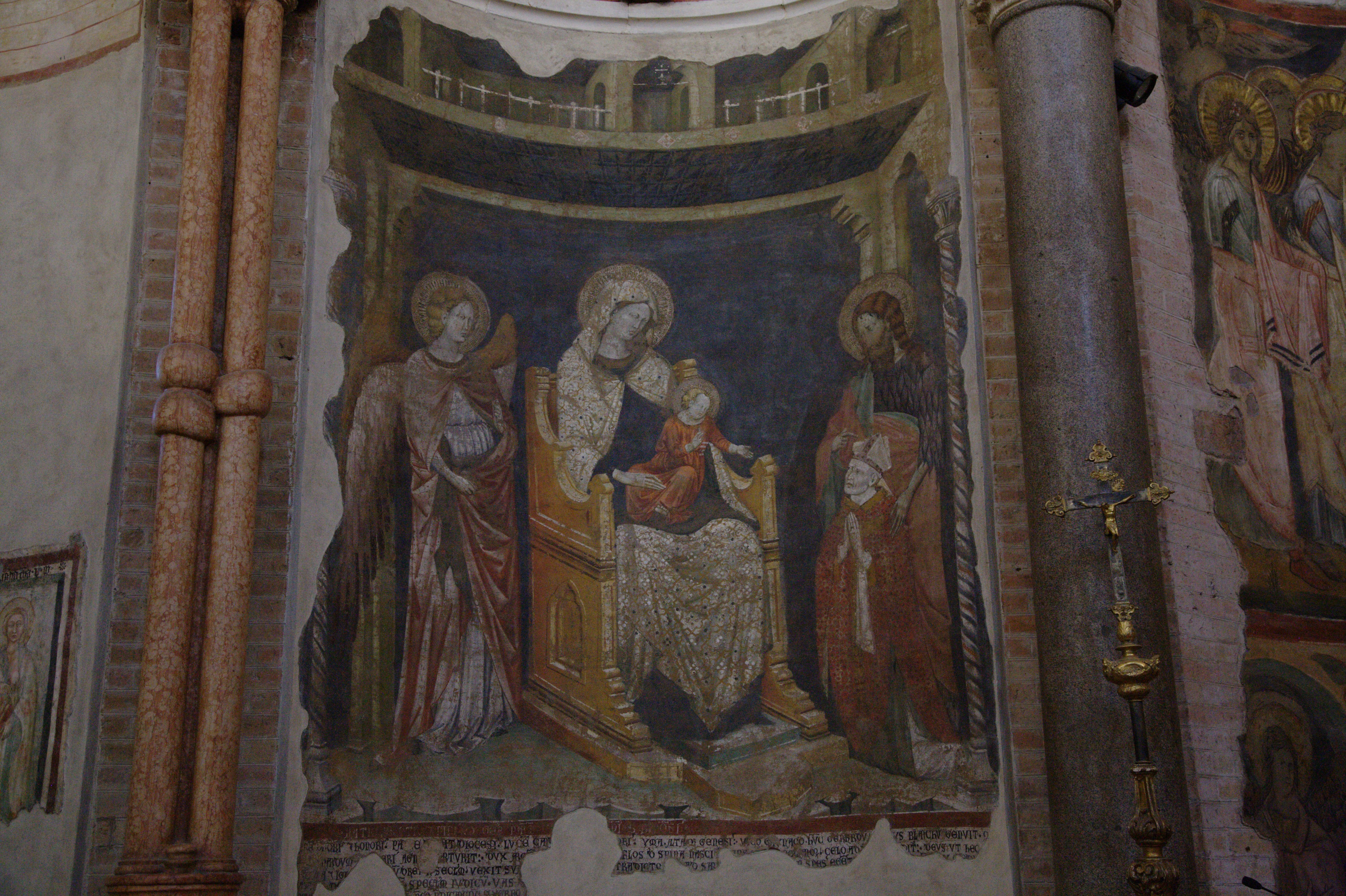
niche no 16 de l'évêque Bianchi

- Immédiatement au-dessus des niches se trouvent des culs-de-four que l’on nomme ici tympan. Les fresques qui les décorent sont parmi les plus belles du baptistère, surtout celles au-dessus des portes réalisées par Antelami. Comme on l’a déjà signalé, les statues représentant des anges ne sont probablement pas à leur place d’origine. Description :
  - Tympan A. Le Christ en gloire sur son trône, bénissant de la main, est placé dans une mandorle. Il est entouré des symboles des évangélistes, de chaque côté un ange foule du pied un dragon.
  - Tympan B. La statue d’un ange est tournée vers le tympan précédent, il lève la main droite dans un geste d’acclamation. Derrière, sur la fresque, figure deux docteurs de l’Église.
  - Tympan C. Au centre, la statue d’un ange dominant un dragon. La fresque derrière, montre le Christ bénissant quatre vieillards de l’apocalypse et deux évangélistes : saint Marc et saint Matthieu.
  - Tympan D. Au centre la statue d’un ange portant une palme en main droite, est tournée vers le tympan suivant. Autour de lui la fresque représente quatre vieillards de l’apocalypse et deux docteurs de l’Église : saint Ambroise et saint Gérôme.
  - Tympan E. Le tympan au-dessus de la porte sud représente la Présentation au temple. Elle est composée de neuf personnages dont la taille des statues suit la courbure du tympan. Le centre est occupé par l’autel au-dessus duquel un ange agite un encensoir, à droite le prêtre se prépare à accueillir Jésus que lui tend Marie, celle-ci a le front ceint d’une couronne. Tous les personnages, à l’exception de Jésus, ont une auréole formée en relief sur le mur du fond.
  - Tympan F. Au centre, la statue d’un ange tient un cartouche, au-dessus de lui la fresque qui est derrière montre les tours de la Jérusalem céleste. Toujours sur la fresque se rencontre de gauche à droite : saint François, un séraphin et le tétramorphe.
  - Tympan G. Au centre, la statue d’un ange est tournée vers la gauche. De part et d’autre de lui, la fresque représente des saints.
  - Tympan H. Le même que le précédent, mais l'ange est tourné vers la droite.
  - Tympan I. Au-dessus de la porte ouest, se trouve le tympan de David jouant de la musique. Des musiciens et des danseurs entourent le roi qui est assis sur son trône. Tous les personnages possèdent des auréoles.
  - Tympan J. Ce tympan et le suivant représentent l’Annonciation. Sur ce premier tympan, la statue de l’archange Gabriel, la main droite dressée, est tournée vers le tympan suivant, il s’approche de Marie. Derrière, la fresque montre des saints.
  - Tympan K. Au centre, la statue de Marie, tournée vers Gabriel, se lève de son siège, sa main droite est ouverte en signe d’acceptation. La fresque représente des saints.
  - Tympan L. Au centre, la statue d’un ange écrase du pied un dragon et le transperce d’une croix processionnelle. Sur le fond la fresque représente des saints.
  - Tympan M. Au-dessus de la porte nord, le tympan représente la fuite en Égypte. Les personnages sont à une échelle choisie de manière à laisser beaucoup d’espace au ciel étoilé qui constitue le fond de la scène. Sur la droite, en tête du groupe, se trouve Joseph, enveloppé dans son manteau, le bourdon et une gourde à l’épaule, un ange lui indique la route à suivre. Viennent ensuite Marie et l’enfant montés sur un âne, ils sont suivis de deux servantes à pieds qui portent les vivres du voyage.
  - Tympan N. Au centre, la statue d’un ange, de part et d’autre de lui, sur la fresque derrière, est peint un arbuste.
  - Tympan O. Au centre la statue d’un ange, autour de lui la fresque du fond représente le Christ enfant, quatre vieillards et deux archanges.
  - Tympan P. Au centre, la statue d’un ange est tournée vers le tympan suivant, sa main droite levée acclame le Christ en gloire[13].

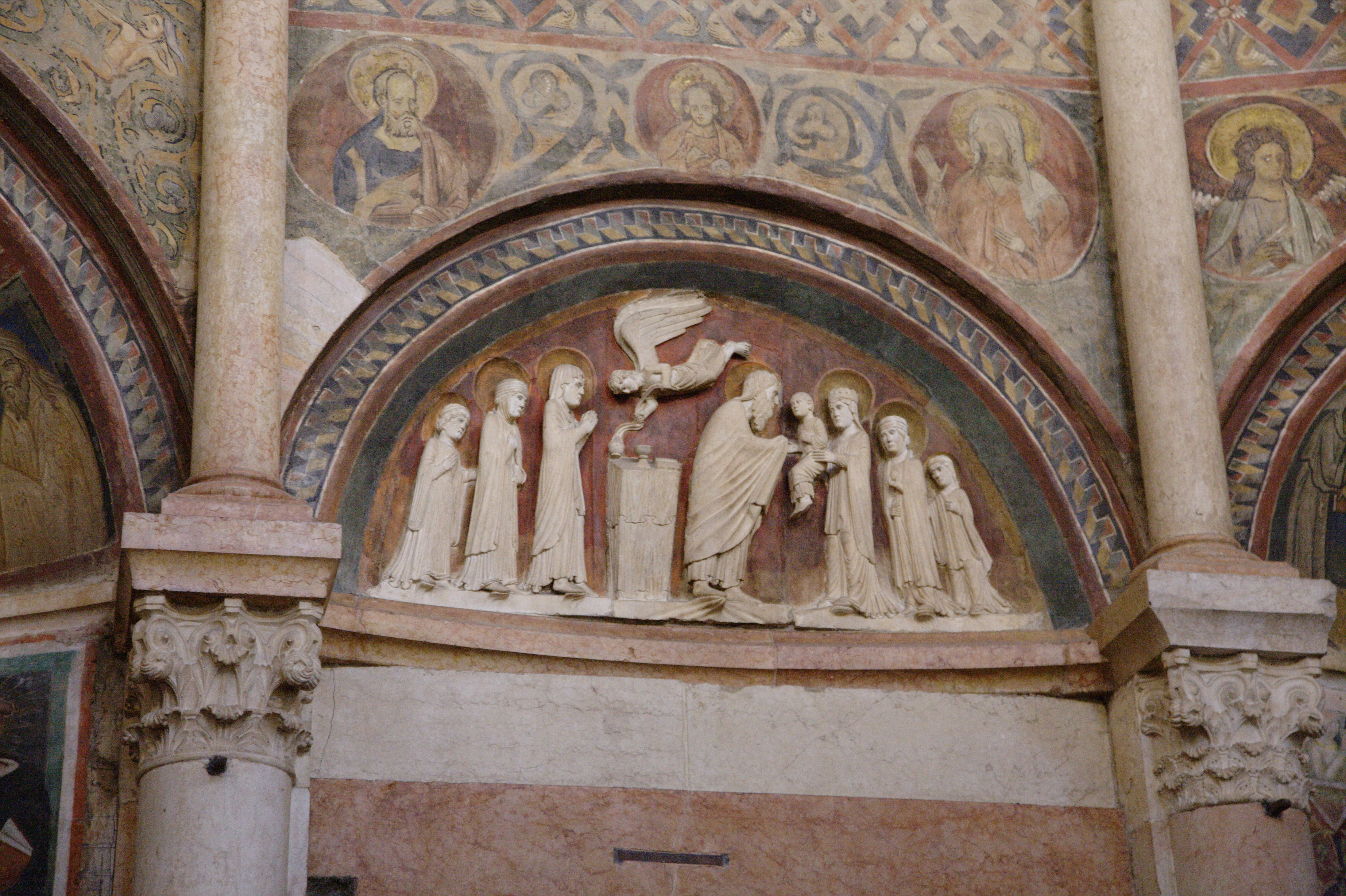
tympan E, au-dessus de la porte sud, la présentation au temple
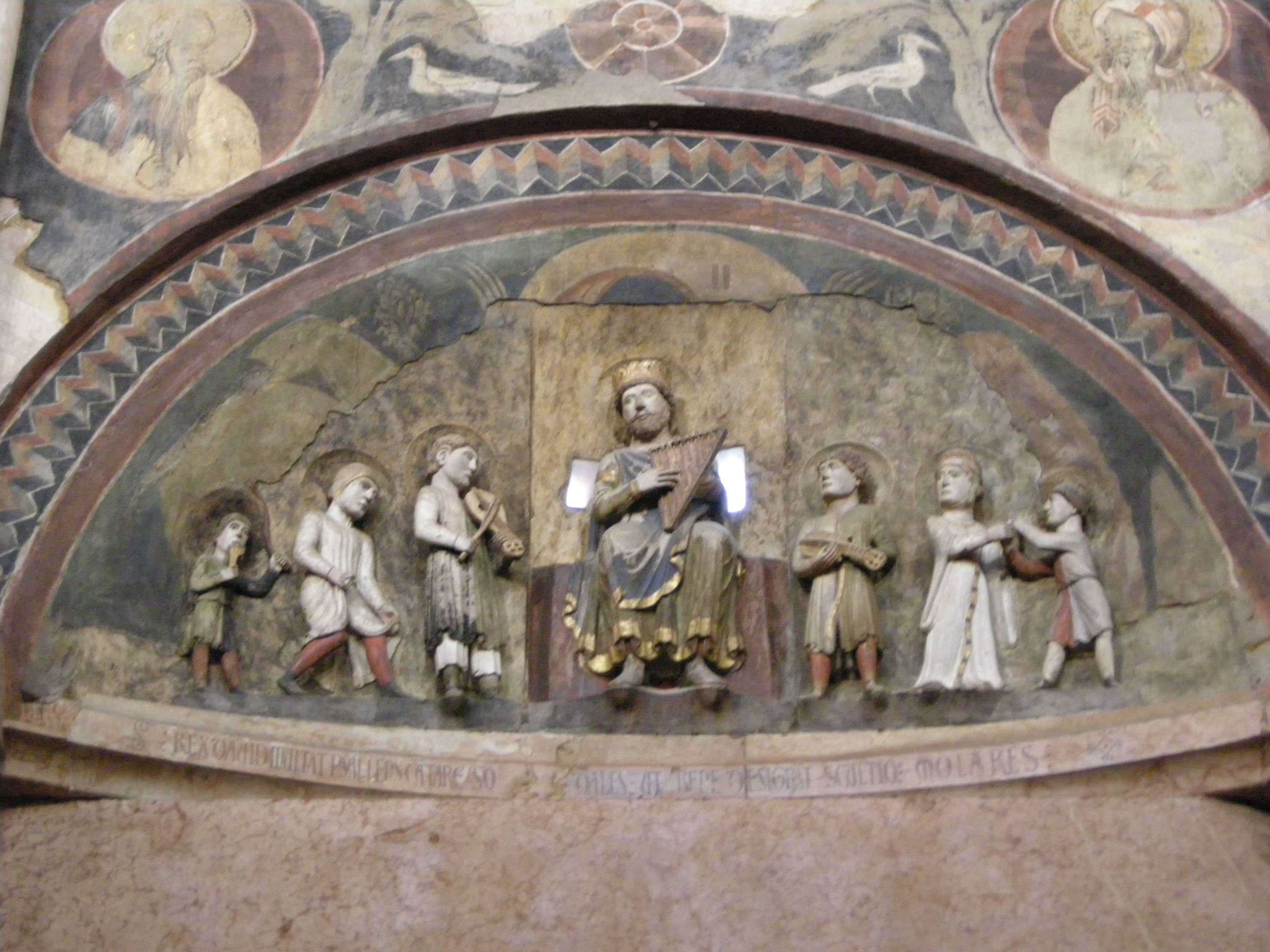
tympan I, au-dessus de la porte ouest, David jouant de la musique
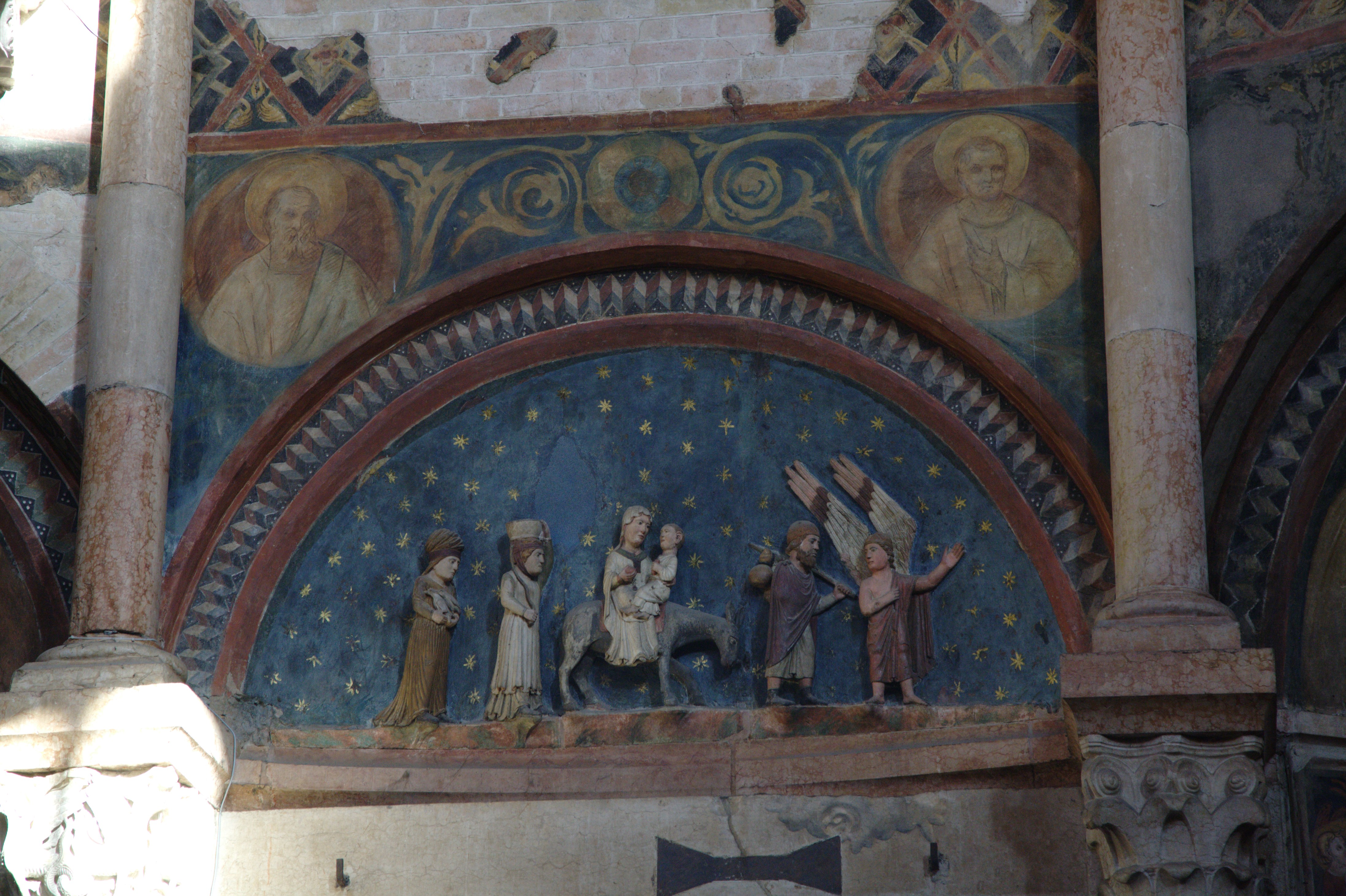
tympan M, au-dessus de la porte nord, la fuite en Égypte

- Au-dessus des tympans, des bas-reliefs représentant des signes du zodiaque sont sculptés sur les parois du baptistère, il s’agit :
  - En 1-1. La Vierge.
  - En 2-3. Le Capricorne.
  - En 3-1. Le Verseau.
  - En 15-1. Le Bélier.
  - En 15-2. Le Taureau.
  - En 15-3. Le Gémeaux.
  - En 16-3. Le Lion.
- Au-dessus de ces bas-reliefs, posées sur le sol du premier niveau de galerie intérieure, entre les colonnettes, sont placées les statues amovibles des mois de l’année et des saisons, elles sont actuellement disposées afin de correspondre aux signes zodiacaux des bas-reliefs que l’on vient de rencontrer, à savoir :

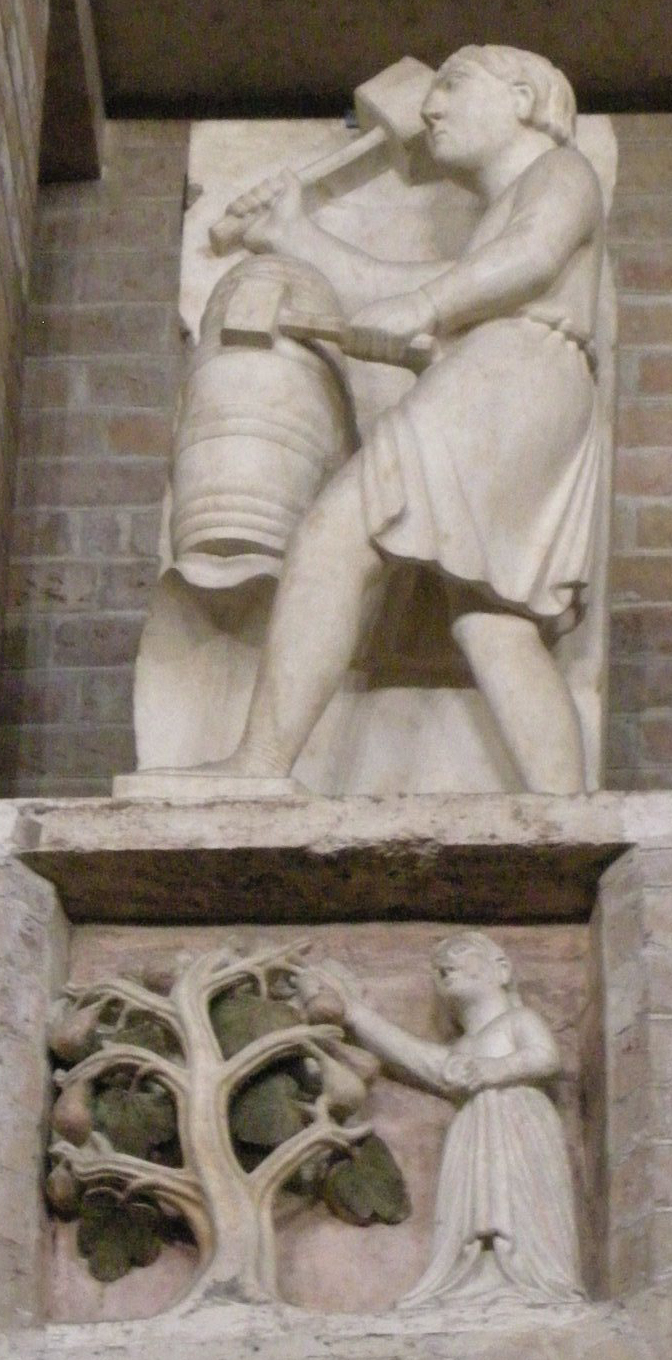
A-1, août et son zodiaque (qui a été enlevé)
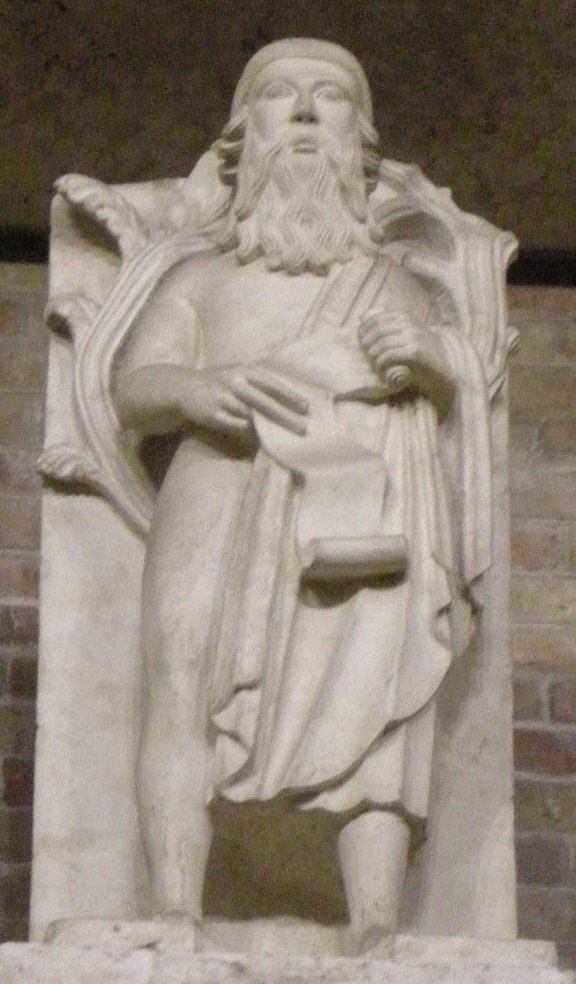
A-2, l'automne
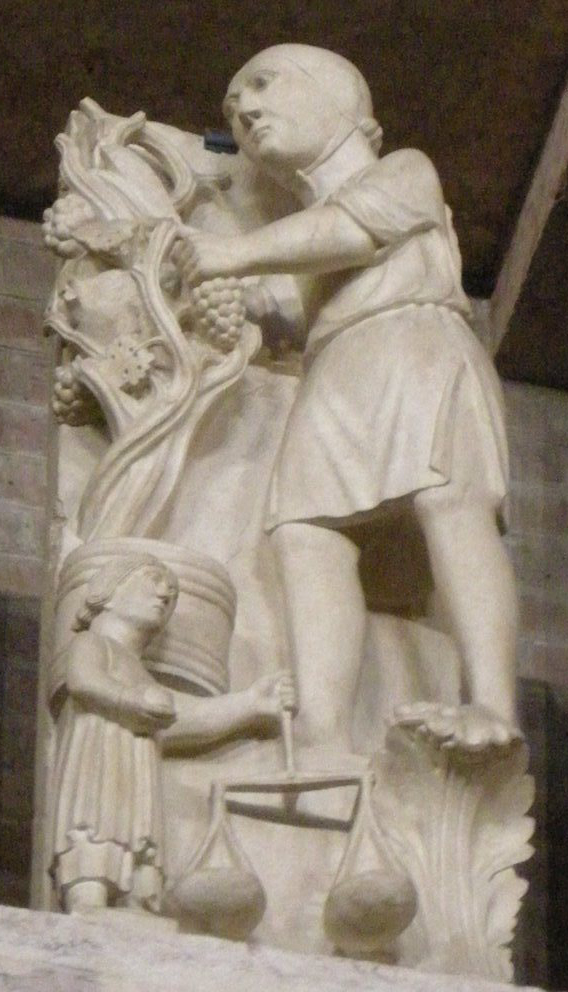
A-3, septembre
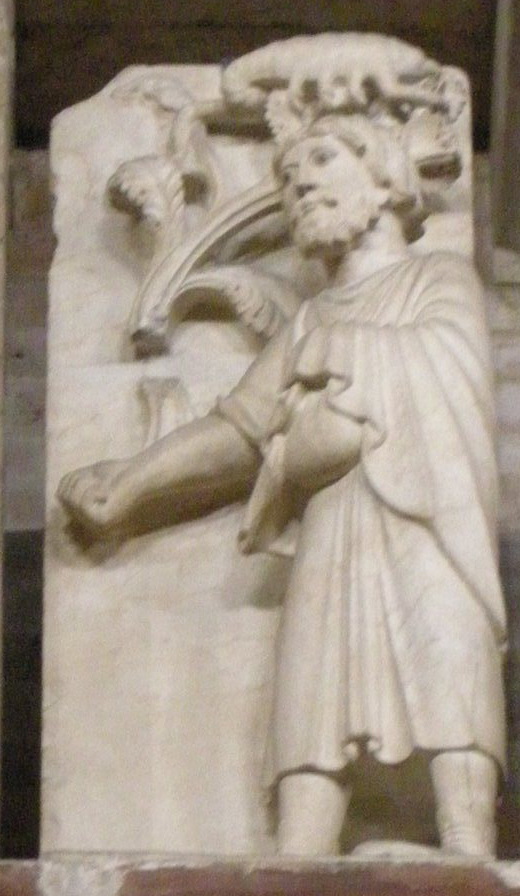
B-1, octobre
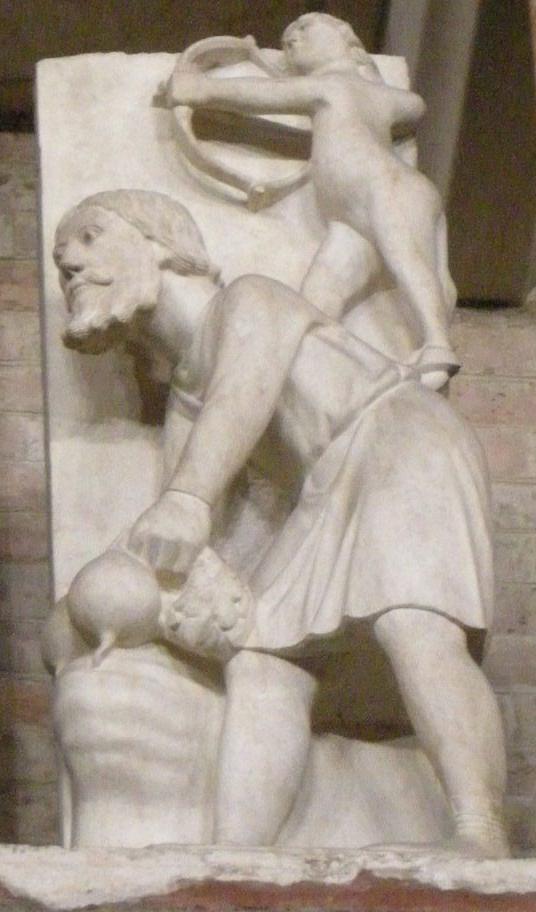
B-2, novembre
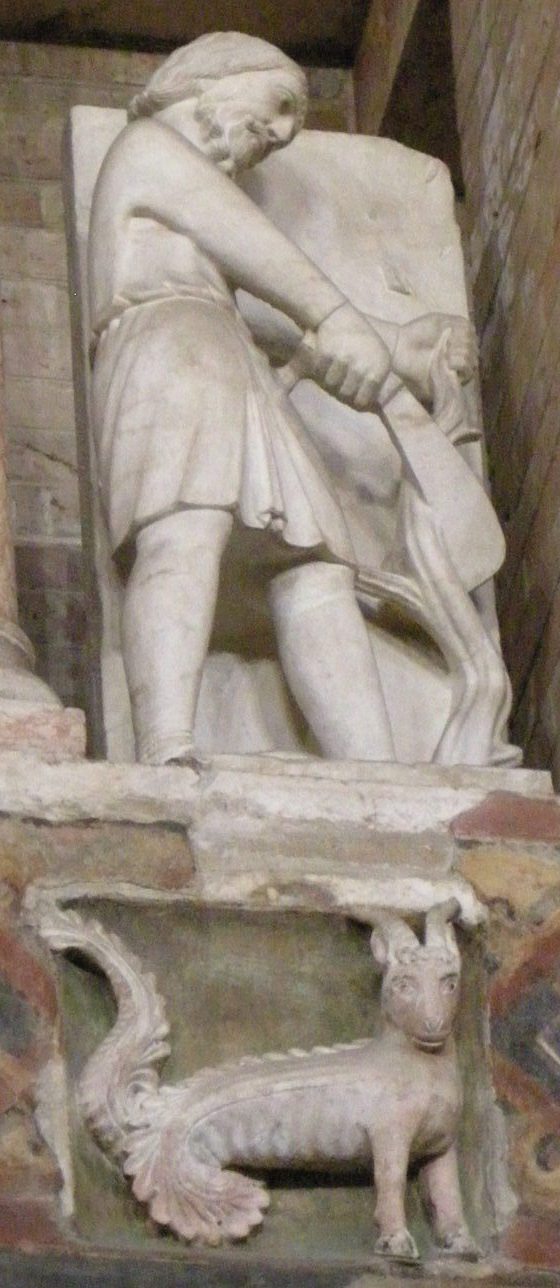
B-3, décembre et son zodiaque (qui a été enlevé)
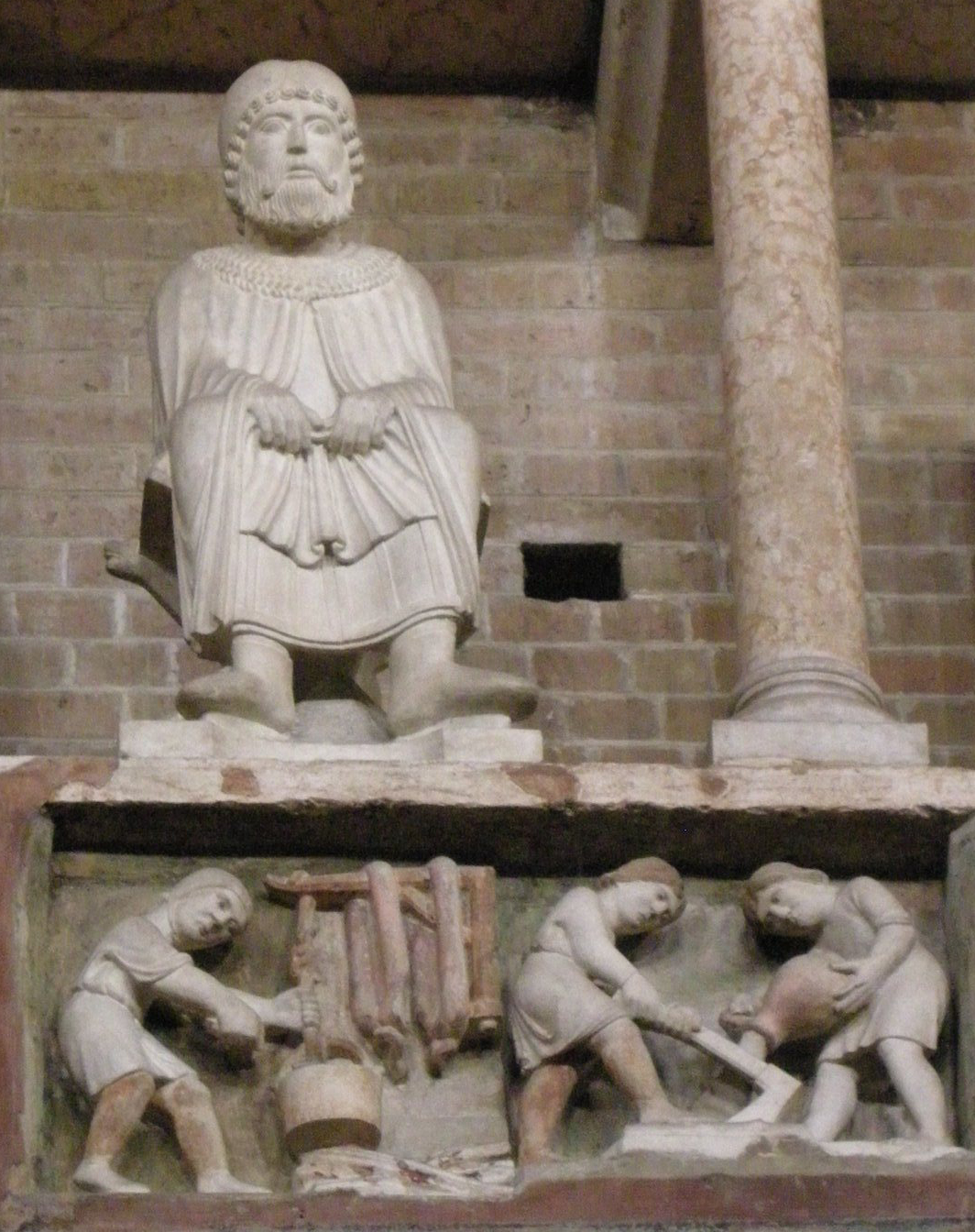
C-1, janvier et son zodiaque (qui a été enlevé)

- - En A-1. Août.
  - En A-2. L’automne.
  - En A-3. Septembre.
  - En B-1. Octobre.
  - En B-2. Novembre.
  - En B-3. Décembre.
  - En C-1. Janvier.
  - En C-2. Février.
  - En O-1. Mars.
  - En O-2. Avril.
  - En O-3. Mai.
  - En P-1. Le printemps.
  - En P-2. Juin.
  - En P-3. Juillet[26].

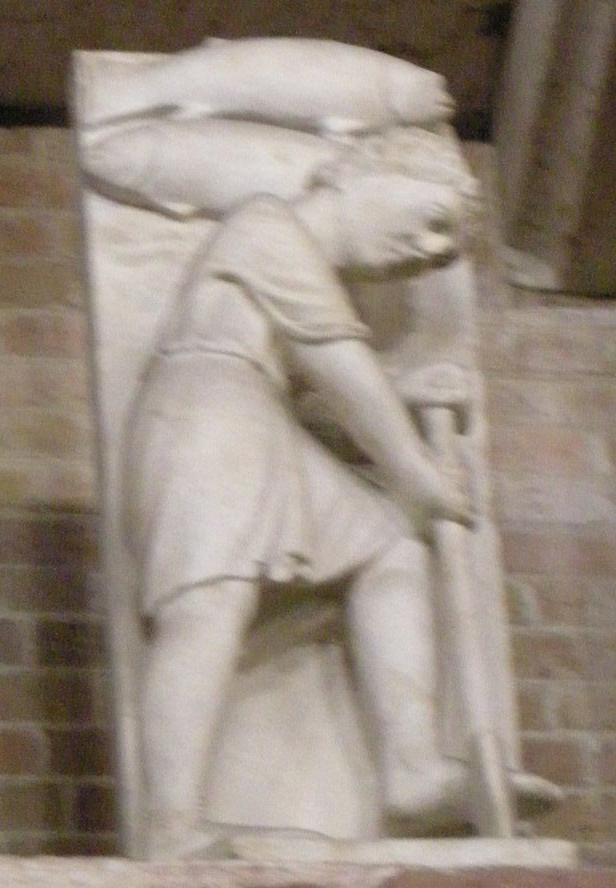
C-2, février
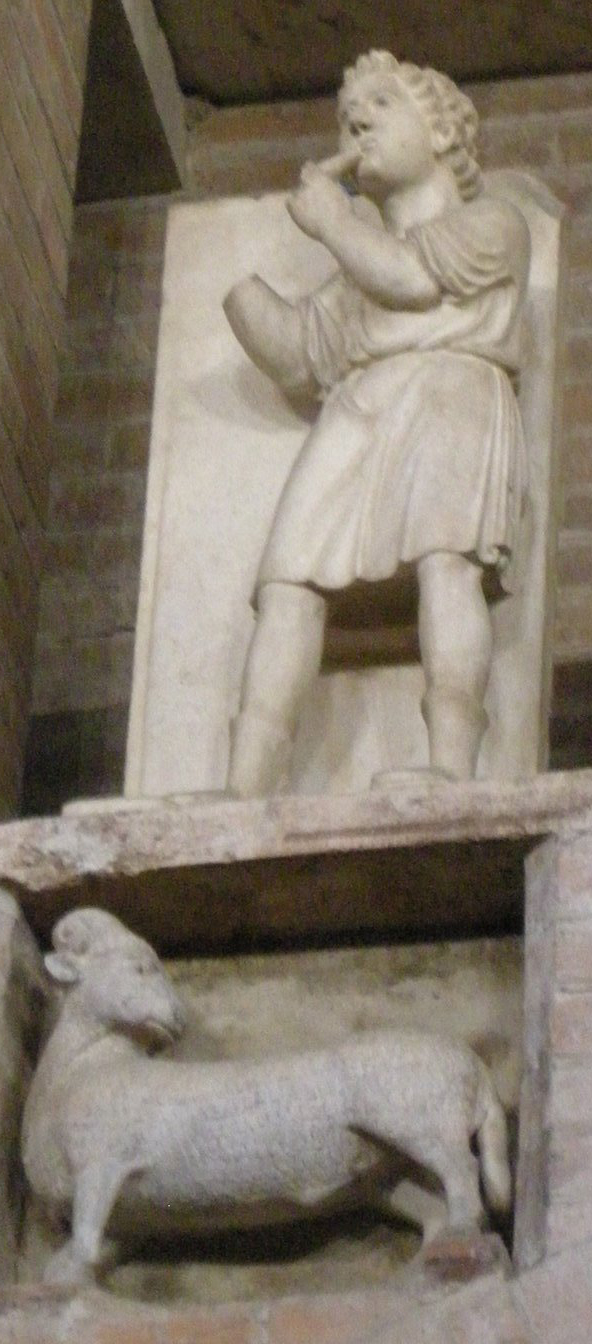
O-1, mars et son zodiaque (qui a été enlevé)
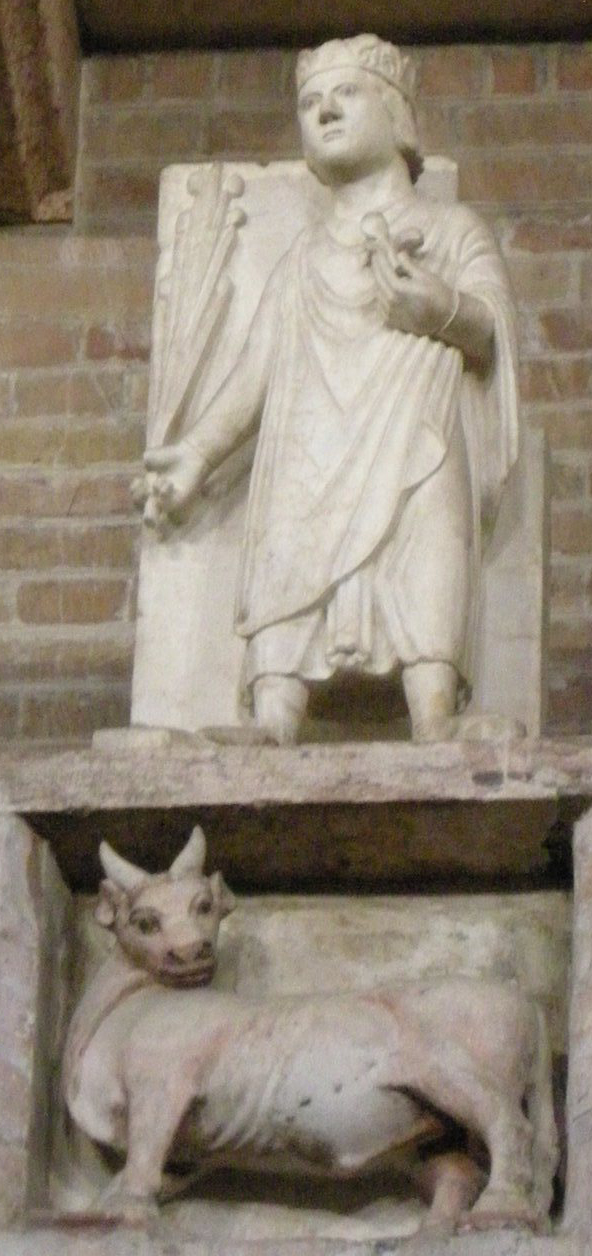
O-2, avril et son zodiaque (qui a été enlevé)
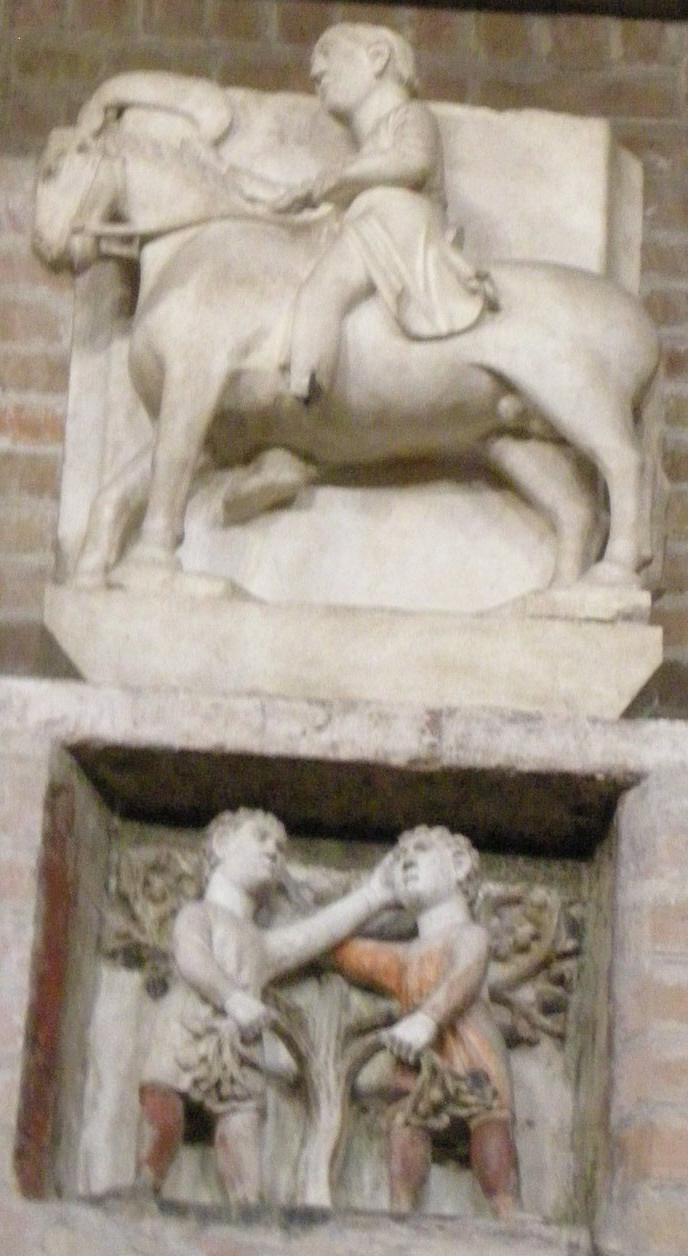
O-3, mai et son zodiaque (qui a été enlevé)
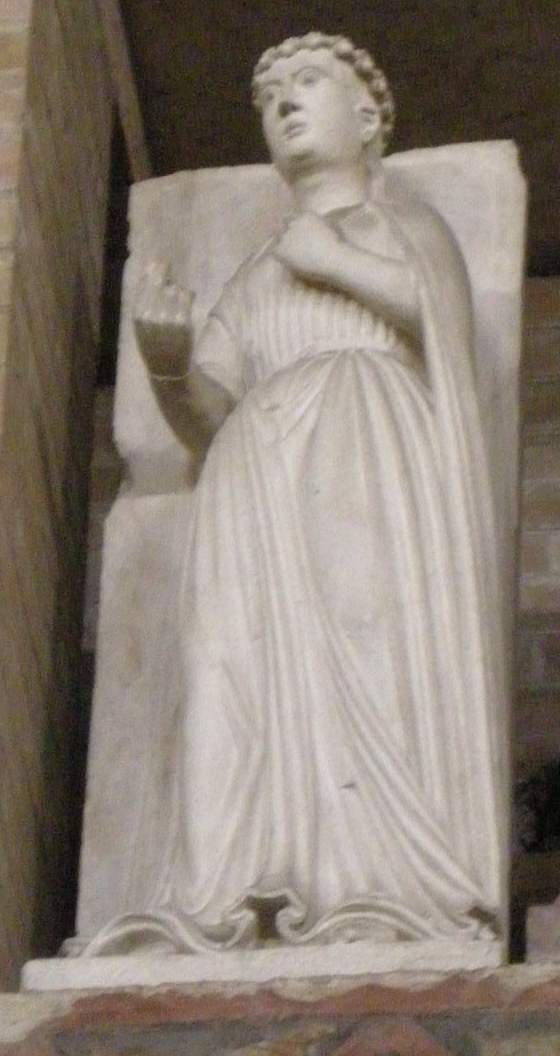
P-1, le printemps
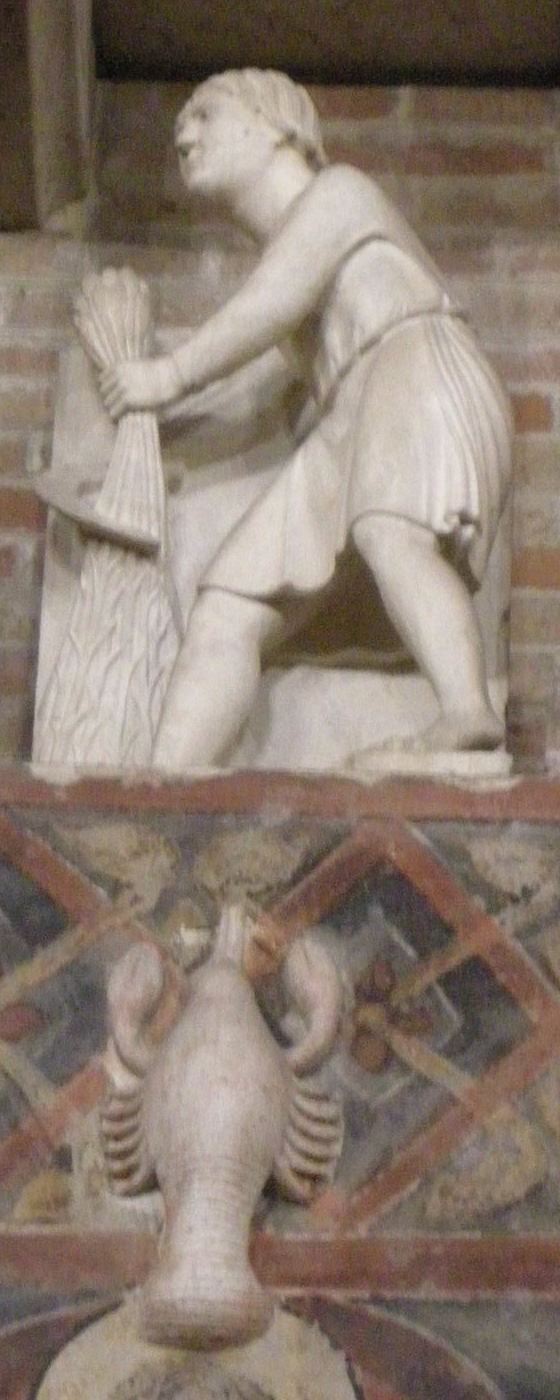
P-2, juin et son zodiaque (qui a été enlevé)
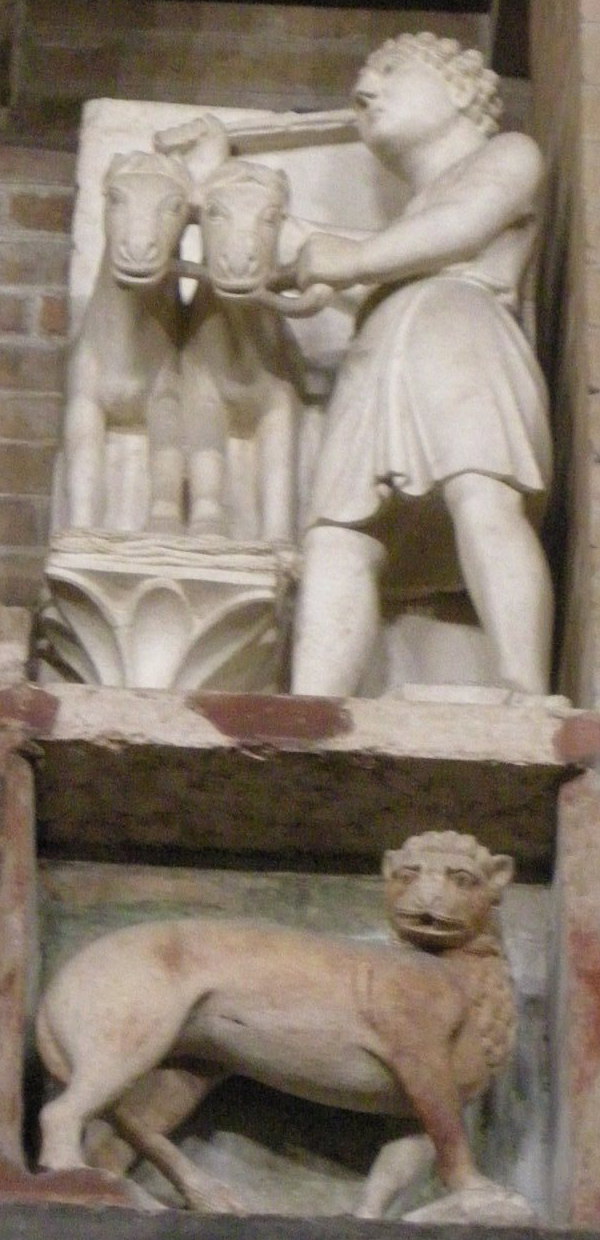
P-3, juillet et son zodiaque (qui a été enlevé)

Au-dessus du second niveau de galerie intérieure, commencent les fresques de la coupole qui datent du XIIIe siècle. Celles-ci se répartissent par sujet autour du centre en cinq bandes concentriques qui, du sommet à la périphérie sont dans l’ordre suivant :
Au centre, l’Empyrée, rouge, et les étoiles fixes.
- La Jérusalem céleste représentée pas ses murs.
- Les apôtres.
- Le Christ entouré de la Vierge et du Baptiste,  et des prophètes.
- La vie de saint Jean-Baptiste.
- Le cycle d’Abraham.

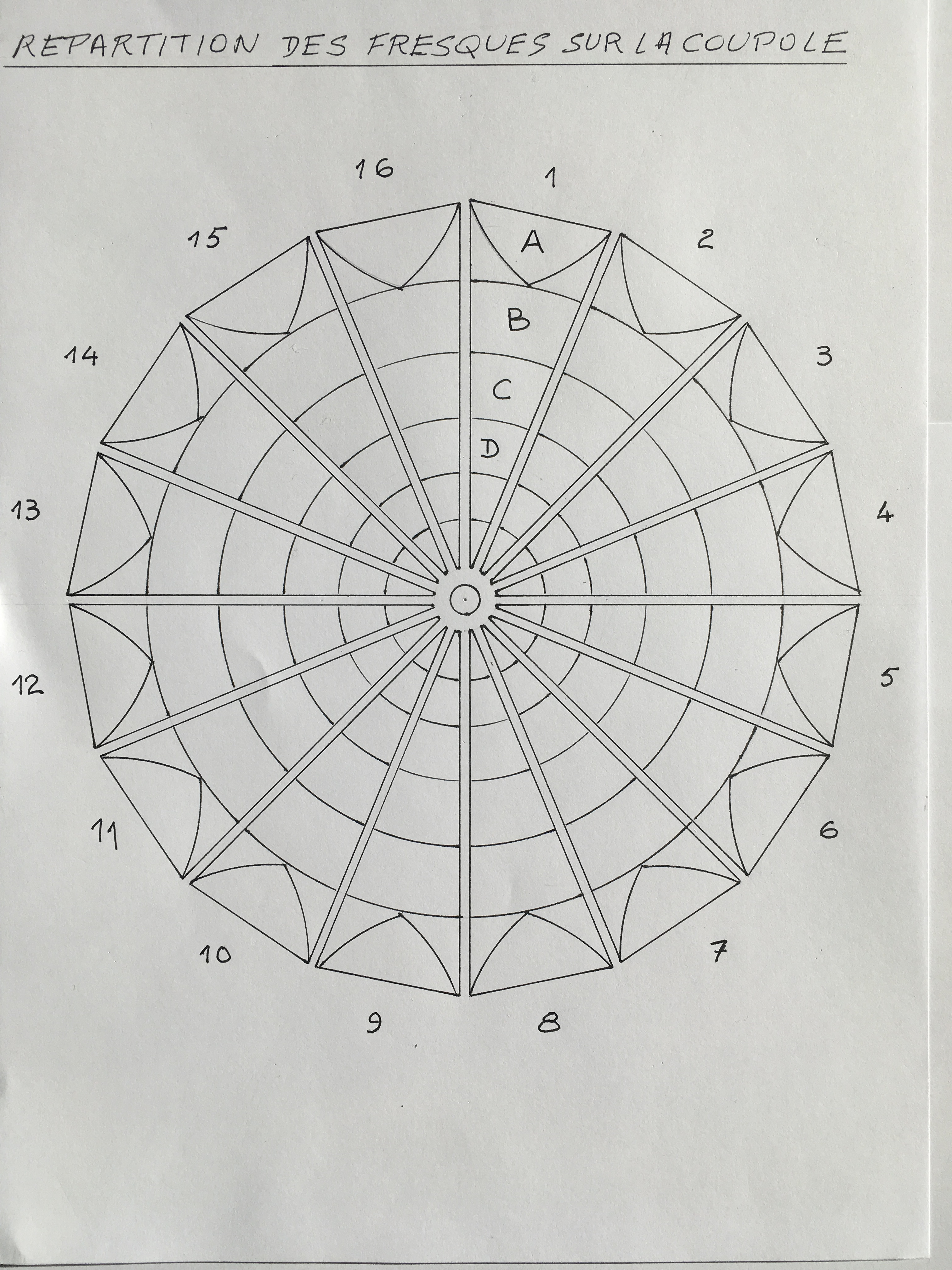
Disposition des fresques sur la coupole.

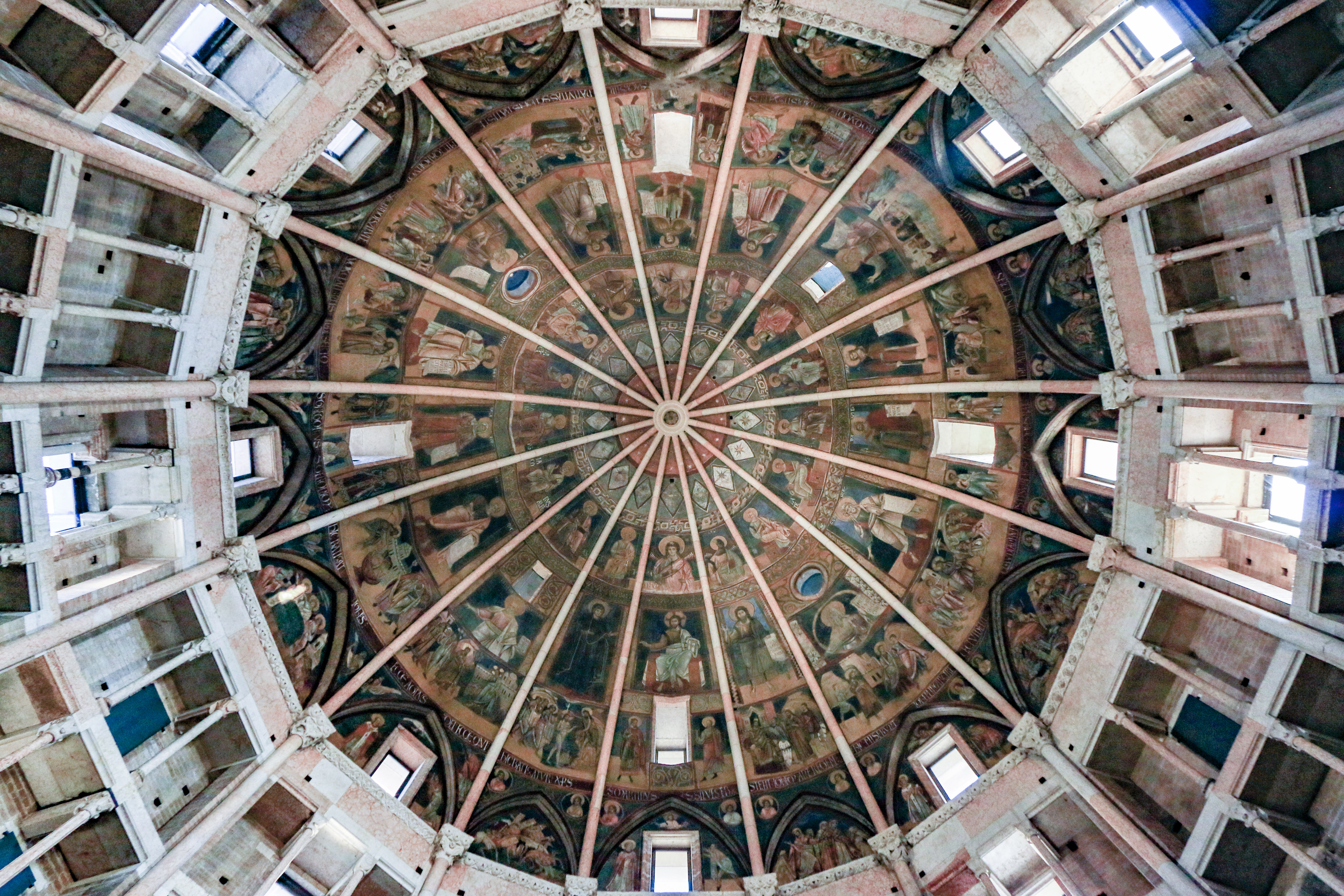
La coupole.

Les fresques de la coupole se répartissent de la façon suivante (là aussi la numérotation commence au secteur où se trouve l’autel) :
- Les fresques du cycle d’Abraham, sont disposées un emplacement sur deux, l’autre étant réservé à une fenêtre :
  - Secteur A-2. La fuite de Lot de Sodome.
  - Secteur A-4. Un groupe de cavaliers poursuivant un autre groupe.
  - Secteur A-6. Un groupe de guerriers capturants deux personnages.
  - Secteur A-8. La rencontre d’Abraham et de Melki-Tsedeq.
  - Secteur A-10. Le sacrifice d’Isaac.
  - Secteur A-12. L’apparition des trois anges à Abraham.
  - Secteur A-14. Le banquet des trois anges offert par Abraham.
  - Secteur A-16. La destruction de Sodome[26].
- Description des fresques de la vie de saint Jean-Baptiste qui se trouvent au-dessus :
  - Secteur B-1. Saint Martin et saint Sylvestre.
  - Secteur B-2. Le Baptiste devant Hérode.
  - Secteur B-3. Le Baptiste appréhendé, ses disciples s’éloignent.
  - Secteur B-4. Miracle de Jésus devant les disciples du Baptiste.
  - Secteur B-5. Les disciples du Baptiste.
  - Secteur B-6. Le martyr du Baptiste.
  - Secteur B-7. Le banquet d’Hérode.
  - Secteur B-8. L’annonce à Zacharie et Elisabeth.
  - Secteur B-9. Saint Ambroise et saint Augustin.
  - Secteur B-10. La nativité du Baptiste.
  - Secteur B-11. L’ange conduit au désert le Baptiste enfant.
  - Secteur B-12. Le Baptiste prêche dans le désert.
  - Secteur B-13. Saint Grégoire et saint Gérôme.
  - Secteur B-14. Le Baptiste baptise dans l’eau du Jourdain.
  - Secteur B-15. Le Baptiste désigne Jésus au peuple.
  - Secteur B-16. Le baptême du Christ[26].
- Au-dessus, les fresques représentant le Christ, la Vierge et les prophètes :
  - Secteur C-1. Le Rédempteur.
  - Secteur C-2. Le Baptiste.
  - Secteur C-3. Isaïe.
  - Secteur C-4. Jérémie.
  - Secteur C-5. David.
  - Secteur C-6. Salomon.
  - Secteur C-7. Ézéchiel.
  - Secteur C-8. Osée.
  - Secteur C-9. Daniel.
  - Secteur C-10. Amos.
  - Secteur C-11. Abdias
  - Secteur C-12. Moïse.
  - Secteur C-13. Balaam.
  - Secteur C-14. Abacuc.
  - Secteur C-15. Saint Jean l’évangéliste.
  - Secteur C-16. La Vierge[26].

- Viennent ensuite, toujours en remontant vers le sommet de la coupole, les fresques des apôtres :
  - Secteur D-1. L’ange, symbole tétramorphique de Matthieu.
  - Secteur D-2. Un autre symbole tétramorphique.
  - Secteur D-3. Paul.
  - Secteur D-4. Thaddée.
  - Secteur D-5. Thomas.
  - Secteur D-6. Simon le Zélote.
  - Secteur D-7. Barnabé.
  - Secteur D-8. Barthélémy.
  - Secteur D-9. Un autre symbole tétramorphique.
  - Secteur D-10. Un autre symbole tétramorphique.
  - Secteur D-11. Philippe.
  - Secteur D-12. Jacques de Zébédée.
  - Secteur D-13. Matthieu.
  - Secteur D-14. Jacques d’Alphée.
  - Secteur D-15. André.
  - Secteur D-16. Pierre[13].